# Meißen

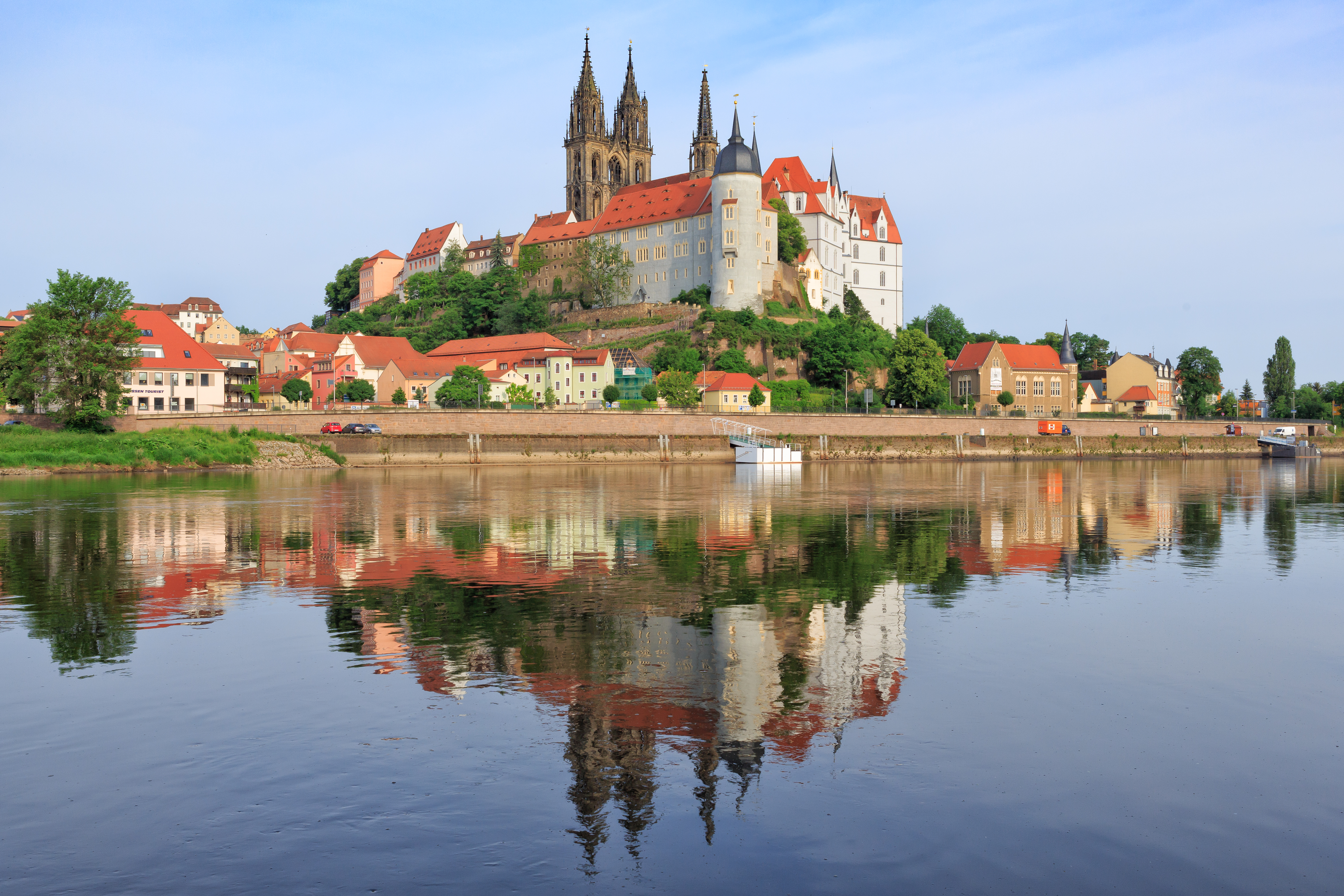
Blick auf Meißen mit Burgberg, Dom und Albrechtsburg vom rechten Elbufer aus

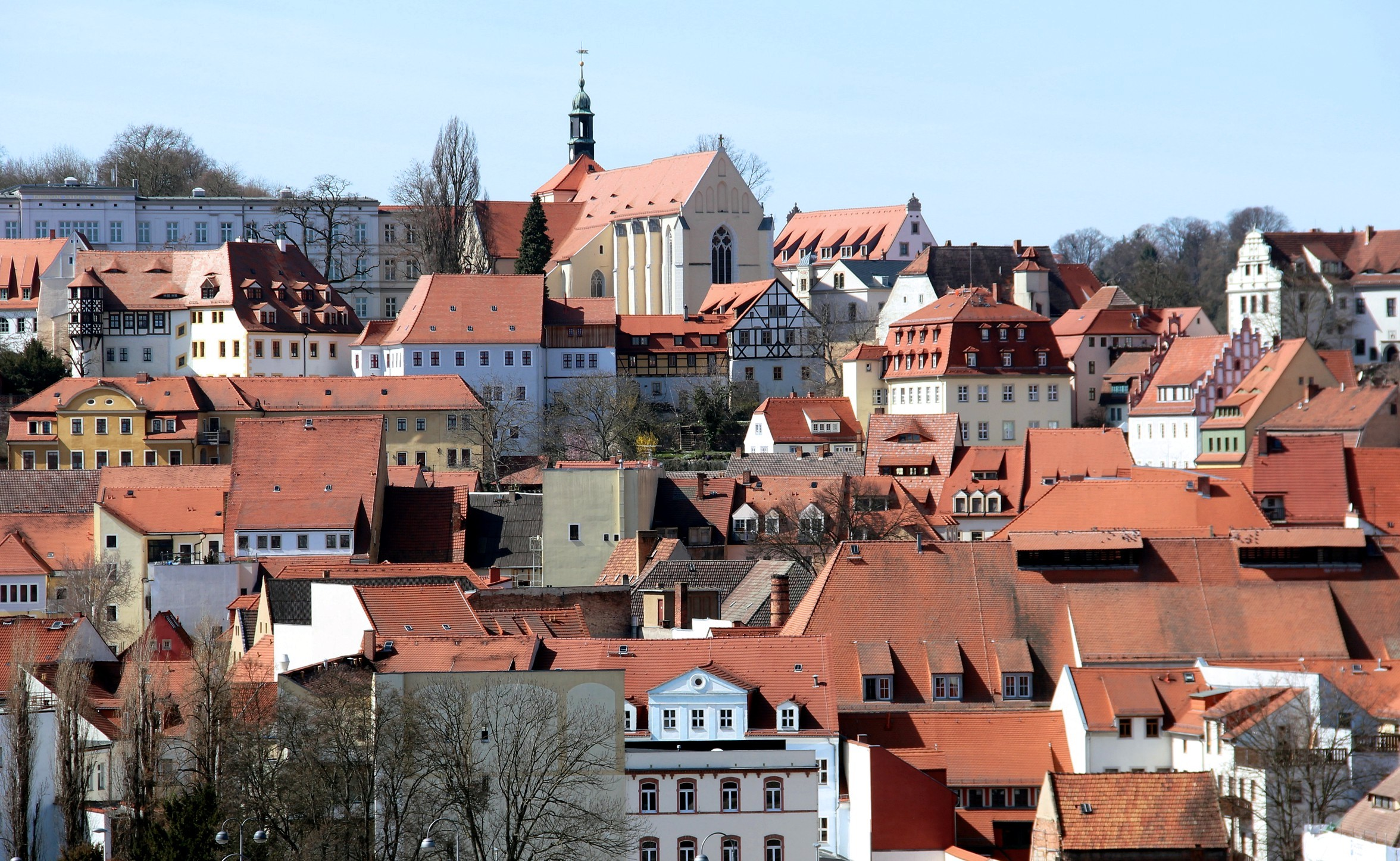
Blick über die Dächer von Meißen zur Kirche St. Afra

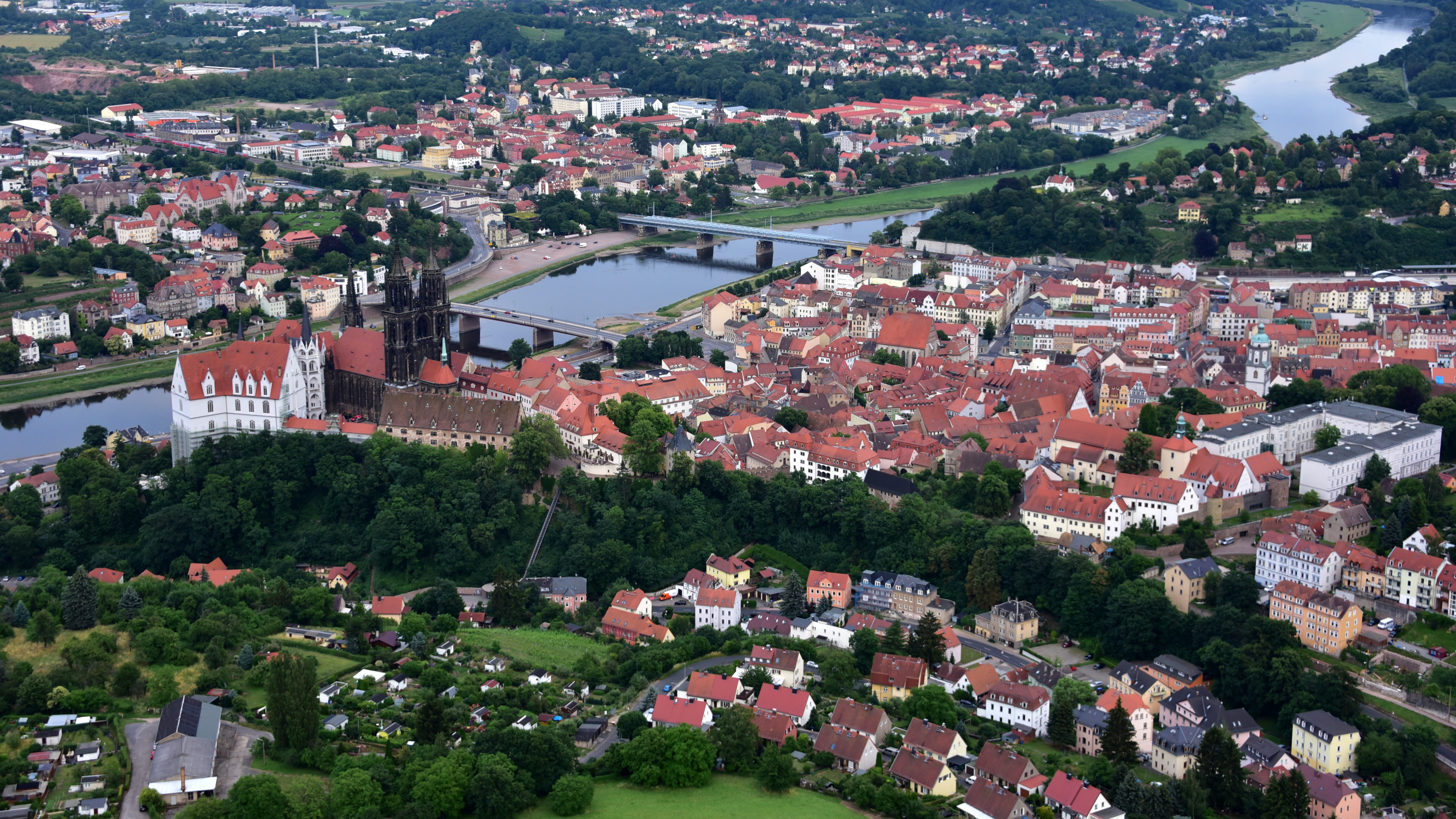
Meißen, Luftaufnahme (2017)

Meißen (obersorbisch Mišno, tschechisch Míšeň, lateinisch Misnia, Misena) ist die Kreisstadt des gleichnamigen Landkreises im Freistaat Sachsen, hat mehr als 29.000 Einwohner und trägt den Status Große Kreisstadt.
International berühmt ist die Mittelstadt Meißen für die Herstellung des Meissener Porzellans, das als erstes europäisches Porzellan seit 1708 hergestellt wird. Der Name der Stadt mit Doppel-S („Meissen“) ist ein eingetragenes Markenzeichen der Staatlichen Porzellanmanufaktur Meissen.

## Geographie

### Geographische Lage
Die Stadt Meißen – 25 km nordwestlich von Dresden, 75 km östlich von Leipzig und 30 km nördlich von Freiberg – liegt am Ausgang des Elbtalkessels an der Elbe und ihrem Nebenfluss, der Triebisch. Südöstlich von Meißen liegen Coswig und Radebeul. Niedrigster Punkt der Stadt ist der mittlere Wasserspiegel der Elbe bei 95 m ü. NHN. Südlich von Meißen liegt das Meißner Hochland, nordwestlich der Stadt die Lommatzscher Pflege.

### Nachbargemeinden
Angrenzende Gemeinden sind die Stadt Coswig, Diera-Zehren, Käbschütztal, Klipphausen, Niederau und Weinböhla im Landkreis Meißen.
| Käbschütztal | Diera-Zehren                                | Niederau  |
| Käbschütztal | Kompassrose, die auf Nachbargemeinden zeigt | Weinböhla |
| Klipphausen  | Klipphausen                                 | Coswig    |

### Stadtgliederung
- Altstadt
- Bohnitzsch
- Cölln
- Dobritz mit Buschbad
- Fischergasse
- Görnische Vorstadt
- Hintermauer
- Klostergasse
- Klostergut
- Klosterhäuser
- Korbitz
- Kynastsiedlung
- Lercha
- Nassau
- Neudörfchen
- Niederfähre
- Niedermeisa
- Niederspaar
- Obermeisa
- Oberspaar
- Proschwitz
- Questenberg
- Rauenthal
- Rottewitz
- Siebeneichen
- Triebischtal
- Triebischvorstadt
- Vorbrücke
- Winkwitz
- Zaschendorf
- Zscheila

## Geschichte

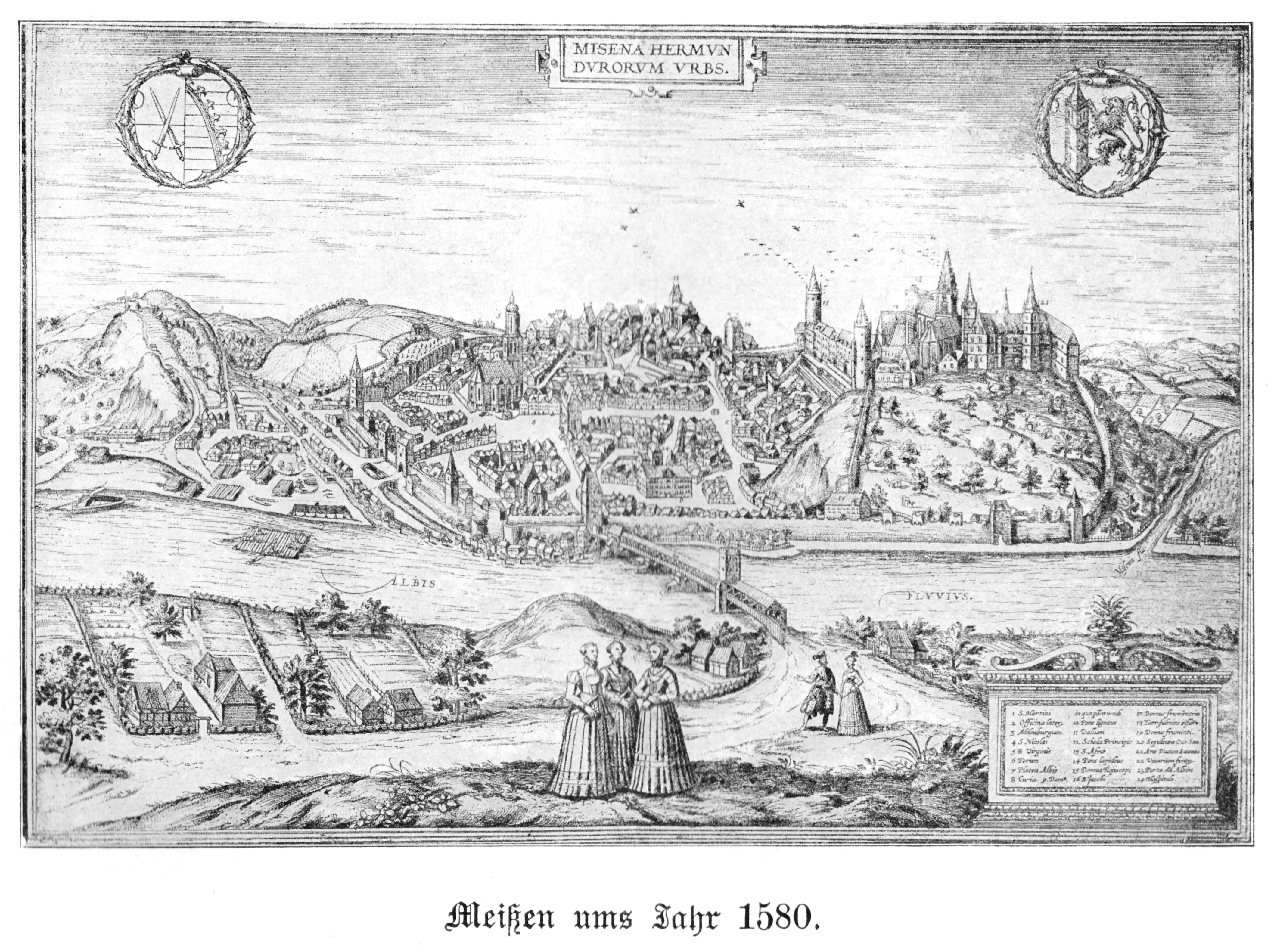
Meißen ums Jahr 1580

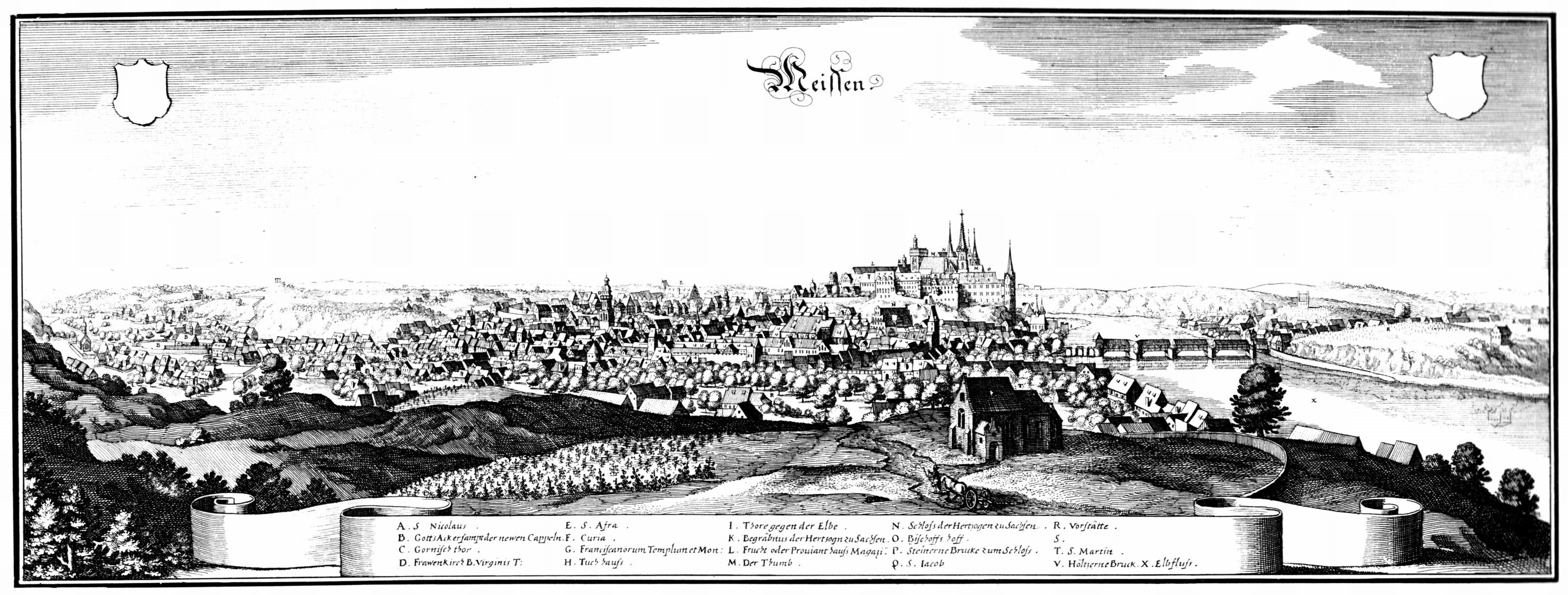
Meißen im Jahr 1650

Karte von Meißen (um 1750)

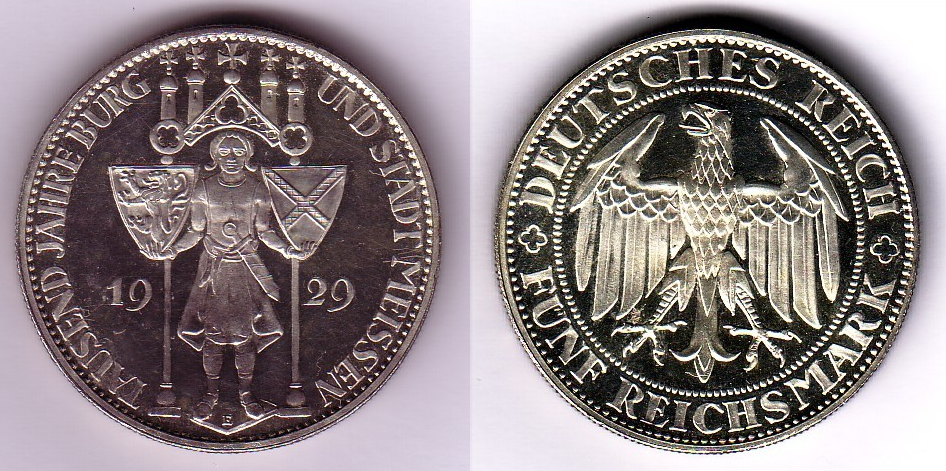
5-RM-Gedenkmünze von 1929 aus Anlass der Jahrtausendfeier von Burg und Stadt Meißen. Münzbild links nach Vorbild des städtischen Siegels von 1352, Münzstätte Muldenhütten

Unterhalb der um das Jahr 929 von König Heinrich I., dem Burgenbauer, gegründeten Burg Misnia entwickelte sich Meißen aus dem slawischen Dorf Meisa am gleichnamigen Bach zur Marktsiedlung und schließlich Ende des 12. Jahrhunderts zu einer Stadt, deren Stadtrechte für das Jahr 1332 urkundlich bezeugt sind. Wegen der hier residierenden Bischöfe (Bistum Meißen, gegründet 968) war die Stadt für die kulturelle Entwicklung Sachsens von herausragender Bedeutung.
Ein Benediktinerinnenkloster, das Kloster Heilig Kreuz bestand in Meißen wahrscheinlich schon seit dem Ende des 12. Jahrhunderts. Bischof Dietrich II. gründete 1205 das Augustiner-Chorherrenstift St. Afra. Ein Konvent des 1210 gegründeten Franziskanerordens ist in der Stadt ab 1263 belegt; ab 1274 war das Kloster Meißen das Hauptkloster der Kustodie Meißen in der Sächsischen Franziskanerprovinz (Saxonia), und es erhielt um 1450 die zweite Kirche.
Im Zuge der erst 1539 in Meißen eingeführten Reformation wurden die drei Klöster aufgelöst und im ehemaligen Franziskanerkloster eine Stadtschule eingerichtet. Seit 1543 befindet sich die Fürstenschule im ehemaligen Kloster St. Afra. Wirtschaftlich wurde Meißen lange Zeit durch die Tuchmacherei bestimmt, die durch den Dreißigjährigen Krieg aber nahezu zum Erliegen kam. 1710 wurde unter August dem Starken die Porzellanmanufaktur eröffnet, die neue Impulse setzte.

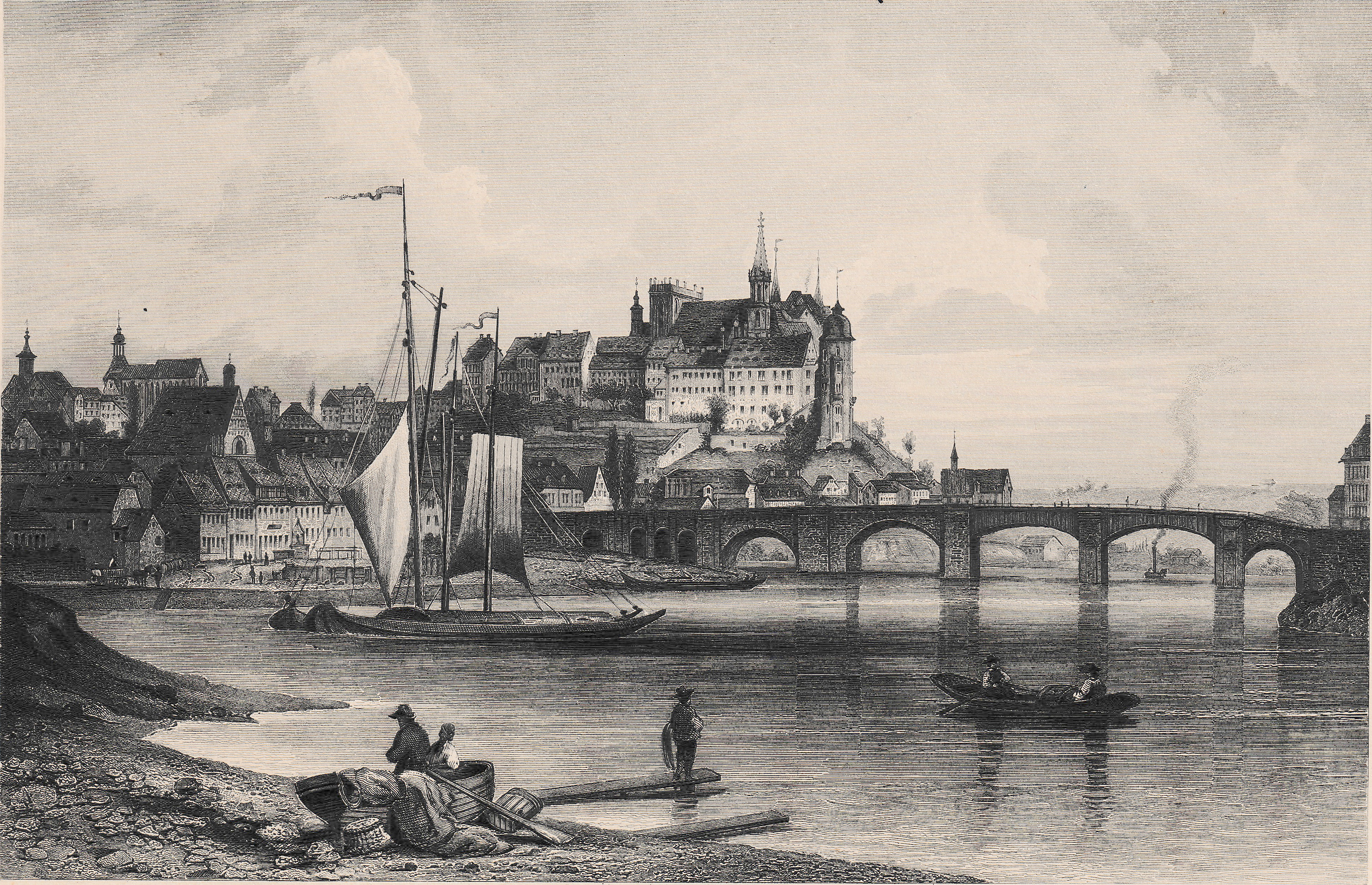
Ansicht um 1850

Bis 1423 existierte die Markgrafschaft Meißen. Bekannte Markgrafen von Meißen waren die Wettiner Konrad der Große, Otto der Reiche, Dietrich der Bedrängte, Heinrich der Erlauchte und Friedrich der Streitbare, der Kurfürst von Sachsen wurde.
Der Meißner Dom und die Albrechtsburg auf dem linkselbischen Burgberg prägen die Silhouette von Meißen. Um 1250 wurde mit dem Bau des Doms begonnen, die beiden markanten Domtürme wurden erst 1909 fertiggestellt, nachdem die Westfront mit ihren beiden ab 1315 gebauten Türmen bereits 1547 durch Blitzschlag zerstört worden war. Ab 1470 wurde unter Arnold von Westfalen die Albrechtsburg als erstes deutsches Schloss errichtet. Zunächst als Residenz der beiden regierenden Fürsten vorgesehen, kam es jedoch nie zu einer solchen Nutzung, sondern sie stand leer. Von 1710 bis zur Mitte des 19. Jahrhunderts diente die Albrechtsburg als Sitz der Meißner Porzellanmanufaktur.
In Meißen kam es in den Jahren 1540 bis 1696 zu Hexenverfolgungen: Elf Personen gerieten in Hexenprozesse, 1620 wurde eine Frau verbrannt.
Die Stadt Meißen gehörte der 1874 eingerichteten Amtshauptmannschaft Meißen an, war von 1915 bis 1946 bezirksfrei und kam dann zum Landkreis Meißen.
In den Jahren 1905–1906 gab es unter Meißener Kindern eine Zitterepidemie, eine Art Massenhysterie, von der bis zu 237 Kinder in 21 Schulklassen befallen waren. Der Meißener Lehrer Kurt Walter Dix berichtete 1906 darüber in einem Kongress für Kinderforschung.
Zur Zeit des Nationalsozialismus wurden auch in Meißen politische Gegner des NS-Regimes verfolgt. So wurde der sozialdemokratische Arbeiter Max Dietel als Widerstandskämpfer 1943 in Görden ermordet. Die in der Stadt lebenden jüdischen Familien wurden aus dem Land vertrieben oder in Vernichtungslager deportiert. Zu ihnen gehörte das Ehepaar Alex und Else Loewenthal, die in der Elbstraße 8 ein Kaufhaus betrieben hatten und 1942 ermordet wurden. Ihre überlebenden Kinder ließen 1968 eine Gedenktafel für die Eltern anbringen. Der damalige Superintendent von Meißen Herbert Böhme wollte verhindern, dass Meißen in den letzten Kriegstagen zur Festung erklärt und mit allen Mitteln verteidigt wird. Er wurde für seine mutigen Einsprüche bei Gauleiter Mutschmann und dem damaligen Bürgermeister zum Tode verurteilt. Die Rote Armee verhinderte mit ihrem Einmarsch in Dresden am 7. Mai 1945 die Vollstreckung des Todesurteils. Der Gefängnistrakt im damaligen Landgericht ist als Gedenkstätte Münchner Platz zugänglich.

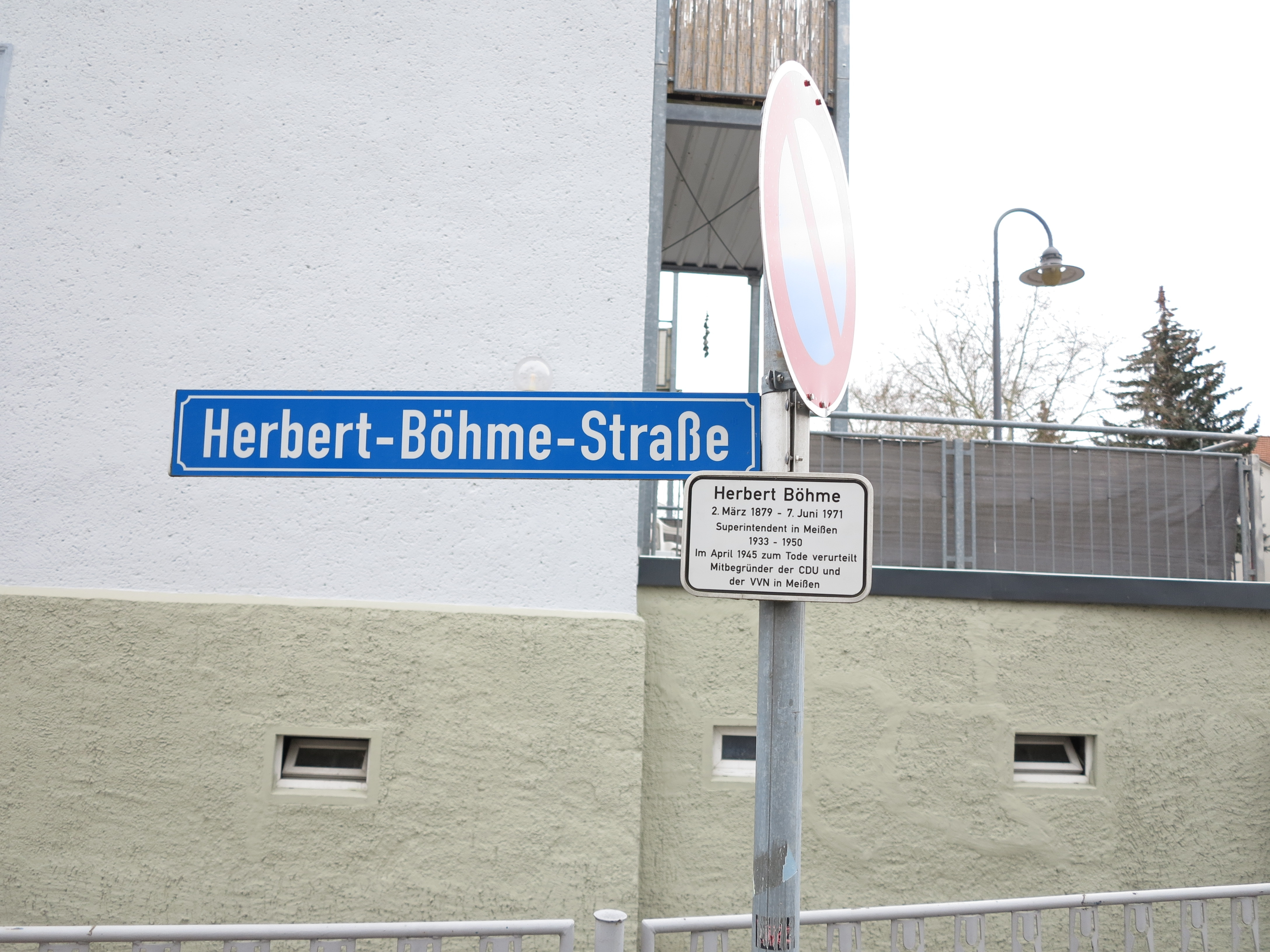
Die Herbert-Böhme-Str. im rechtselbischen Meißen erinnert an den mutigen Superintendenten.

Am 6. Mai 1945 wurde die Bevölkerung der Stadt Meißen von einem hohen Militär vom Balkon des Rathauses zur Flucht aufgefordert. Der Sozialdemokrat Willy Anker forderte die Bevölkerung auf zu bleiben, da jegliche Flucht sinnlos ist. Ihm wurde die standrechtliche Erschießung angedroht, die aber nicht erfolgte, weil die Ereignisse sich überstürzten.

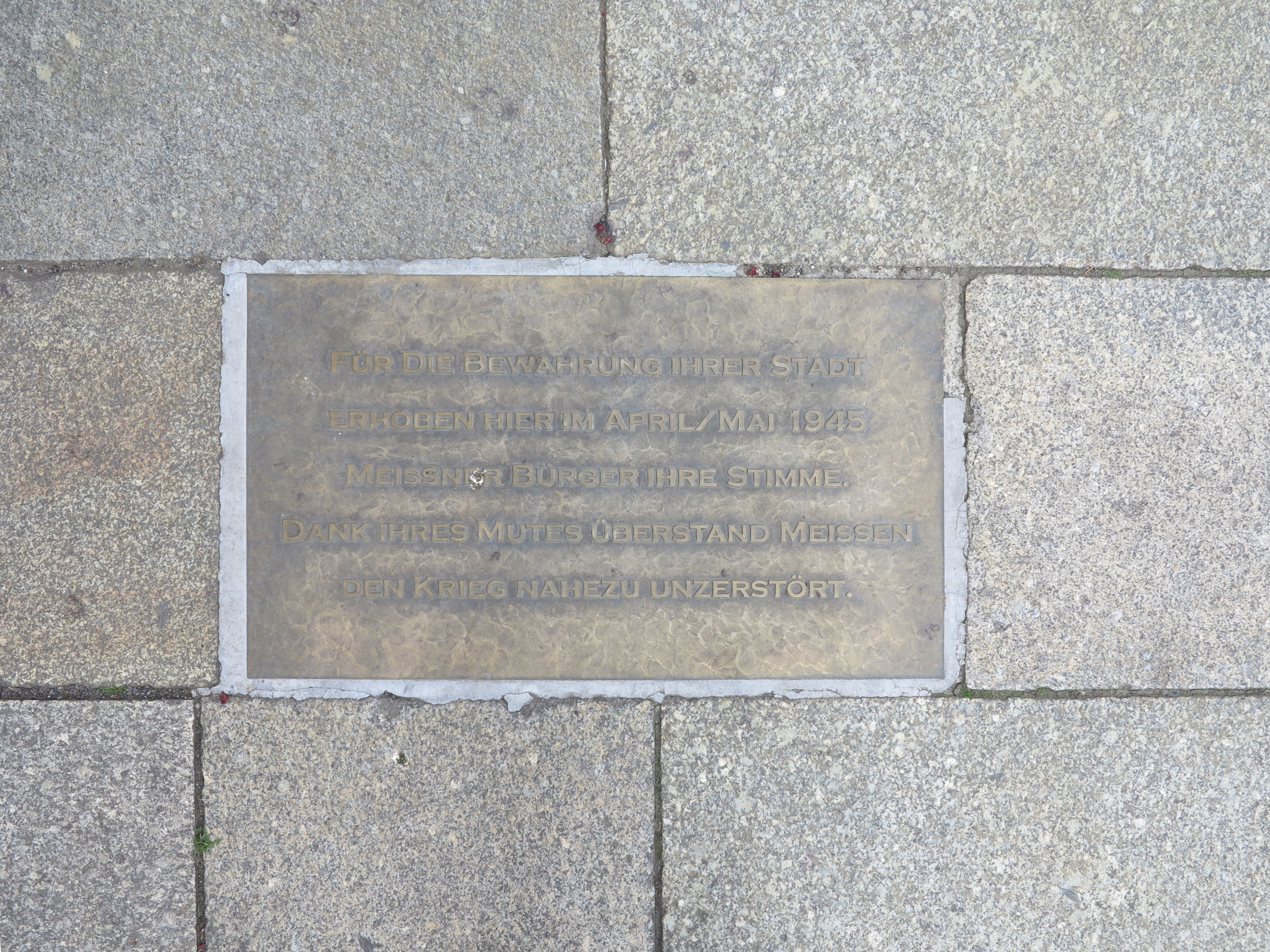
Diese Tafel vor dem Rathaus erinnert an die Retter der Stadt Meißen in den letzten Kriegstagen.

Auf der Tafel, die im Bürgersteig vor dem Rathaus eingelassen ist, wird von mutigen Bürgern gesprochen, die ihre Stimme zur Rettung der Stadt erhoben haben. Weder der Name des Superintendenten Herbert Böhme noch der Name des Sozialdemokraten Willy Anker sind genannt.
1952 porträtierte Rudolf Nehmer den „Retter von Meißen“ für den Meißner Dom. Das Bild hing mit einer Widmungstafel Jahrzehnte im hinteren Teil des Domes, im Dommuseum. Im Dezember 2024 wurde festgestellt, dass Porträt und Widmungstafel sich nicht mehr an ihrem Platz befinden.
Die Benennung einer Straße und einer Schule nach Willy Anker aus der DDR-Zeit wurden rückgängig gemacht. Die Benennung einer Straße nach Herbert Böhme im Stadtteil Cölln aus der DDR-Zeit existiert noch.
Das in der Elbstraße 19 befindliche Kaufhaus der Schocken-Kette wurde 1938 arisiert; das Gebäude ist im Zweiten Weltkrieg zerstört worden. Insgesamt erlitt die Stadt jedoch nur geringe kriegsbedingte Verluste ihrer historischen Bausubstanz. Die Elbbrücke (Altstadtbrücke) sowie die Eisenbahnbrücke wurden allerdings beide am 26. April 1945 durch eine Teilsprengung der Wehrmacht unbrauchbar. Einige Häuser in der angrenzenden Elbstraße wurden dabei stark beschädigt.
Die DDR legte angesichts der stetig steigenden Bevölkerungszahl den Schwerpunkt der Bautätigkeit auf die Schaffung von Wohnraum vor allem in den Außenbezirken. Die historische Innenstadt verfiel zunehmend.
Nach dem Ende des Zweiten Weltkriegs wurde, insbesondere im Rahmen der Entnazifizierung, auch eine größere Anzahl von Straßen und Plätzen der Stadt umbenannt.

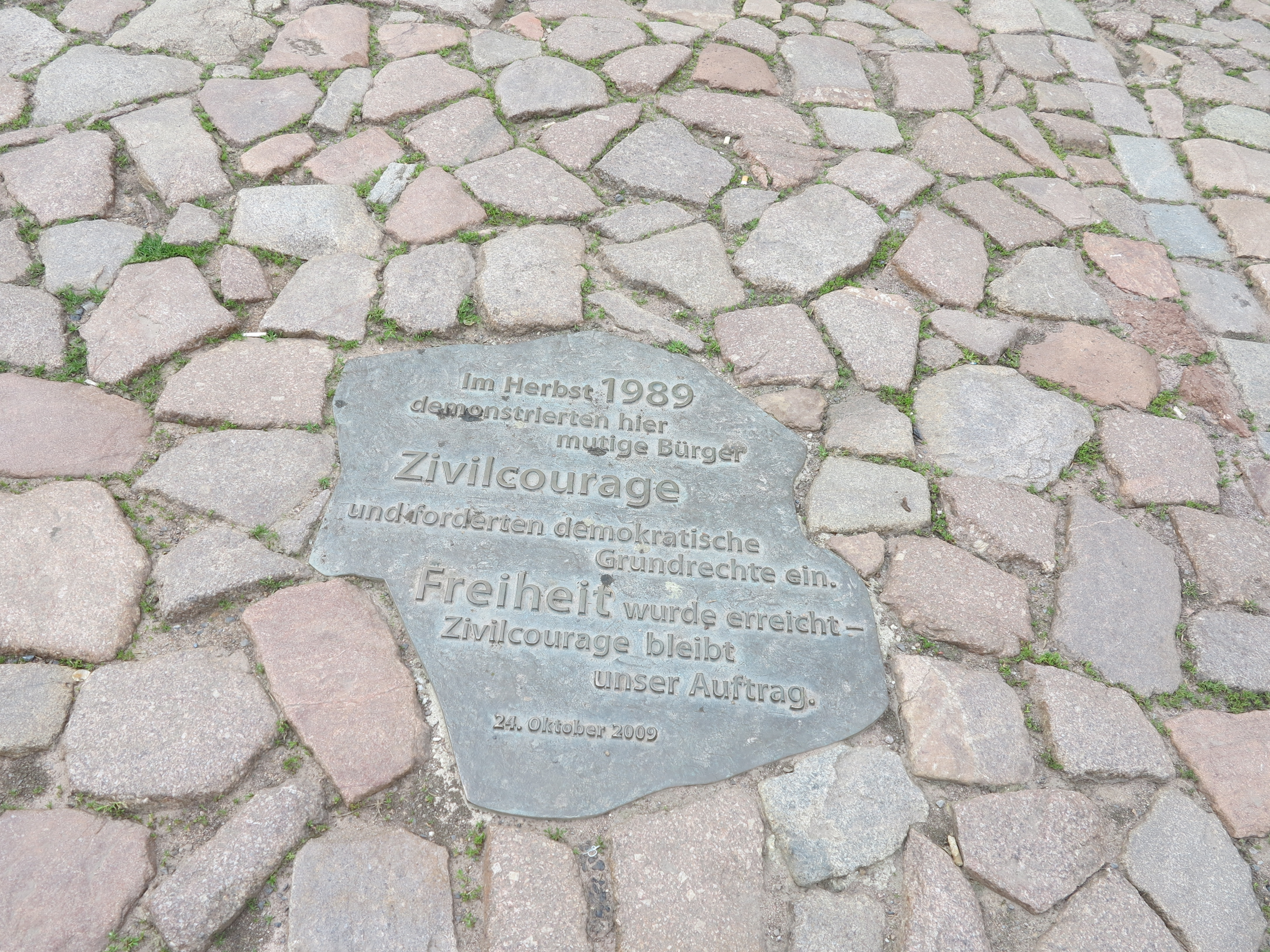
Diese Tafel erinnert an die demokratischen Proteste der Meißner Bevölkerung in den Herbsttagen 1989.

Am 3. Oktober 1990 wurde der Freistaat Sachsen in der Albrechtsburg neu gegründet. Nach der Wiedervereinigung wurde besonders das Stadtzentrum umfassend saniert.
Im August 2002 beschädigte die Triebisch Teile der historischen Innenstadt durch Hochwasser schwer. In der Nacht zum 13. August überflutete sie ihr Tal und die Altstadt. Vier Tage später erreichte der Pegel des Elbhochwassers seinen höchsten Stand, sodass Altstadt und weitere Stadtteile teilweise bis zu drei Meter überflutet waren. In Dresden lag der Pegel mit 9,4 Meter fast 8 Meter über dem Normalpegel dieser Jahreszeit. Kino, Theater, der Heinrichsbrunnen und weitere Sehenswürdigkeiten Meißens standen zeitweilig unter Wasser. Der erhöht liegende Marktplatz mit der Frauenkirche und dem Rathaus blieb hingegen verschont.
Im Juni 2013 traf ein weiteres Hochwasser die Stadt Meißen. Am 6. Juni zeigte der Pegel in Dresden einen Wert von 8,76 m, 64 cm unter dem Niveau von 2002. Teile der Meißner Altstadt wurden wieder überflutet, darunter das Theater, das Kino, der Heinrichsplatz, die Neugasse, die Gerbergasse, der Neumarkt und das Buschbad, da das Hochwasser die neu erbaute Flutmauer am Elbufer überstieg.
In der Nacht zum 29. Juni 2015 kam es zu einem Brandanschlag auf eine geplante, noch unbewohnte Asylbewerberunterkunft. Nach der Tat erhielt der Besitzer der Immobilie Morddrohungen. Die Täter sind laut Polizei in der rechtsextremen Szene zu vermuten.

### Einwohnerentwicklung
| 1834 bis 1984 - 1834: 07.738 - 1875: 13.002 - 1880: 14.166 - 1885: 15.474 - 1910: 33.884 - 1933: 46.992 - 1939: 48.342 - 1946: 48.348 1) - 1950: 49.455 2) - 1960: 48.289 - 1970: 45.175 - 1981: 39.276 - 1984: 38.214 | 1995 bis 2008 - 1995: 32.200 - 1997: 30.486 - 1998: 30.038 - 1999: 29.604 - 2000: 29.398 - 2001: 28.982 - 2002: 28.780 - 2003: 28.640 - 2004: 28.543 - 2005: 28.435 - 2006: 28.081 3) - 2007: 27.856 - 2008: 27.736 | 2009 bis 2021 - 2009: 27.693 - 2010: 27.545 - 2011: 27.112 - 2012: 27.098 - 2013: 27.135 - 2014: 27.273 - 2015: 27.936 - 2016: 27.984 - 2017: 28.061 - 2018: 28.044 - 2019: 28.282 - 2020: 28.231 - 2021: 28.080 |

Bevölkerungsentwicklung, 1834 bis 2017

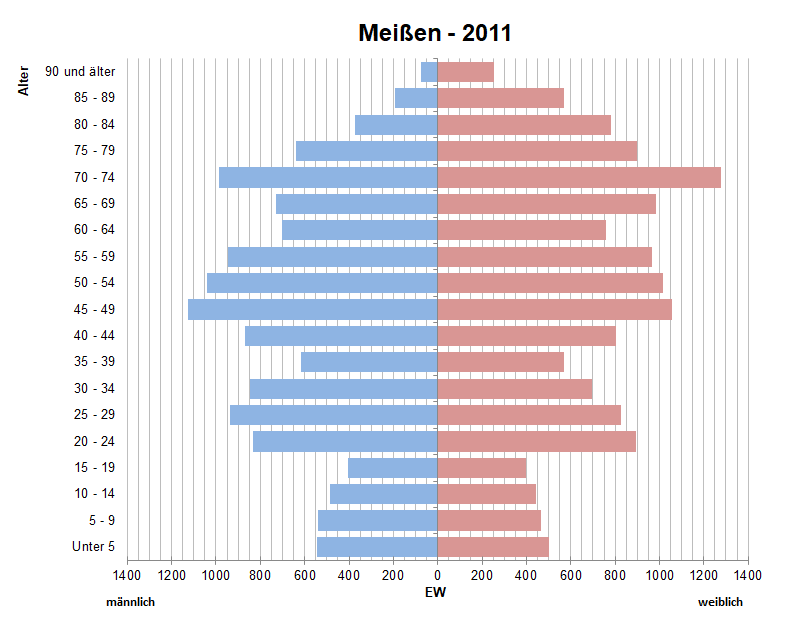
Bevölkerungspyramide für Meißen (Datenquelle: Zensus 2011)

 Datenquelle ab 1994: Statistisches Landesamt des Freistaates Sachsens

1) 29. Oktober

2) 31. August

3) 30. November

### Dialekt und Sprachgebrauch
In Meißen wird eine spezielle Form der thüringisch-obersächsischen Dialektgruppe gesprochen: das Südostmeißnische, einer der fünf meißnischen Dialekte.

### Freiwillige Feuerwehr
Die Freiwillige Feuerwehr Meißen wurde im Juli 1841 nach einer entsprechenden Anwerbung von Personal durch den Stadtrat Meißens gegründet. Die erste Mannschaft war 132 Mann stark. Zuvor bestand in Meißen seit dem Mittelalter ein organisiertes Löschwesen. Die Stadt stattete die Männer mit einfachen Feuerlöschgeräten aus und verpflichtete die Löschtrupps zur Hilfeleistung bei Bränden. Obwohl per Gesetz jeder Bürger zur Hilfeleistung bei Bränden verpflichtet war, wurde ab 1475 das Mitwirken bei der Brandbekämpfung mit finanziellen Anreizen verbunden. Ein Widersetzen führte zu Haftstrafen oder dem Stadtbann. Im Jahr 1570 erließ die Stadtverwaltung die erste offizielle Feuerordnung.

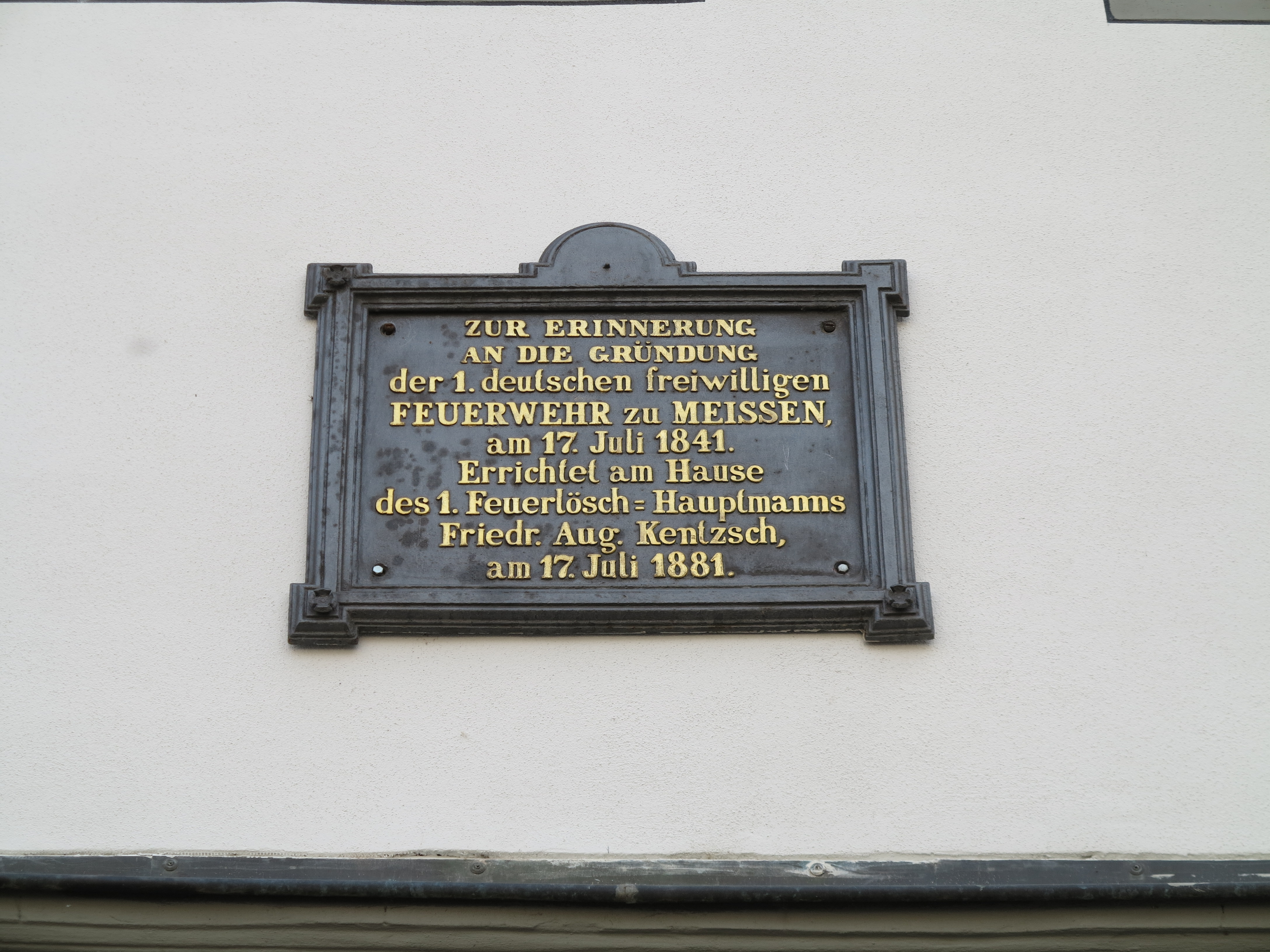
Diese Tafel erinnert an die Gründung der Feuerwehr in Meißen im Jahr 1841

1794 wurde in Anbetracht der beginnenden Industrialisierung die Löschordnung Meißens überarbeitet, sodass sie sich nun auch mit Fragen des Brandschutzes, zusätzlich zu den Rechten und Pflichten der Bürger bei und nach einem Brand beschäftigte.
Die Freiwillige Feuerwehr Meißen zählt 46 ehrenamtlich aktive Mitglieder (Stand 2020). Die Fahrzeuge sind auf die zwei Standorte Wache Rote Schule in der Altstadt und Wache Teichmühle in Meißen-Cölln verteilt.

## Politik

### Oberbürgermeister
- 1721–1730: Heinrich Friedrich Otto
- 1840–1849: Carl Hugo Tzschucke (abgesetzt)
- 1849–1852: August Degen (kommissarisch)
- 13. Januar 1853 – 22. März 1859: Maximilian Dietrich
- 20. März 1859 – 31. März 1886: Karl Richard Hirschberg
- 16. Juli 1886 – 31. Juli 1896: Robert Schiffner
- 13. Oktober 1896 – 31. Dezember 1926: Max Ay
- 1. Februar 1927 – 30. Juni 1935: Walther Busch
- 27. November 1935 – 31. Mai 1945: Karl Hans Drechsel (ab 1940 im Generalgouvernement Polen, Vertreter im Amt Walther Kaule)
- 9. Mai 1945 – 28. Februar 1948: Albert Mücke
- 28. Februar 1948 – 17. September 1952: Georg Stachs
- 17. September 1952 – 24. Februar 1954: Arno Arnhold
- 24. Februar 1954 – 30. September 1958: Gottfried Zurbuchen
- 30. September 1958 – 26. August 1964: Georg Kühn
- 26. August 1964 – 29. Januar 1984: Heinz Hoffmann
- 30. Januar 1984 – 31. Mai 1990: Klaus Däumer
- 1. Juni 1990 – 12. Juli 1993: Gerhard Bartosch
- 12. Juli 1993 – 30. Juni 2004: Thomas Pohlack (1994 mit 61,9 % und 2001 mit 63,9 % gewählt)[18]
- seit dem 1. Juli 2004: Olaf Raschke (2004 mit 51,0 %, 2011 mit 81,1 % und 2018 mit 43,5 % gewählt)[19]
- Wahl 2025 am 7. September (und ggf. 28. September)

### Stadtrat
Nach der Kommunalwahl vom 9. Juni 2024 verteilen sich die 26 Stadträtinnen und Stadträte wie folgt auf die gewählten Listen:
- Linke: 1
- SPD: 1
- ULM: 4
- BfM: 4
- FBBM: 2
- CDU: 4
- FDP: 1
- AfD: 9

- AfD: 9 Sitze
- CDU: 4 Sitze
- Unabhängige Liste Meißen e. V.: 4 Sitze
- Bürger für Meißen – Meißen kann mehr e. V.: 4 Sitze
- Freie Bürger – Bewegung für Meißen: 2 Sitze
- FDP: 1 Sitz
- Linke: 1 Sitz
- SPD: 1 Sitz

| Partei / Liste                             | 2024   | 2024   | 2019   | 2019   | 2014   | 2014   |
| ------------------------------------------ | ------ | ------ | ------ | ------ | ------ | ------ |
| Partei / Liste                             | in %   | Sitze  | in %   | Sitze  | in %   | Sitze  |
| AfD                                        | 32,3 % | 9      | 18,9 % | 5      | –      | –      |
| CDU                                        | 16,4 % | 4      | 15,7 % | 4      | 24,1 % | 7      |
| Unabhängige Liste Meißen e. V.             | 15,2 % | 4      | 13,1 % | 4      | 22,2 % | 6      |
| Bürger für Meißen – Meißen kann mehr e. V. | 13,4 % | 4      | 16,8 % | 5      | –      | –      |
| Freie Bürger – Bewegung für Meißen         | 7,9 %  | 2      | 8,4 %  | 2      | 10,5 % | 3      |
| FDP                                        | 5,4 %  | 1      | 9,6 %  | 2      | 6,0 %  | 1      |
| Linke                                      | 4,9 %  | 1      | 10,2 % | 3      | 19,0 % | 5      |
| SPD                                        | 4,5 %  | 1      | 4,0 %  | 1      | 6,7 %  | 2      |
| Die PARTEI                                 | –      | –      | 2,4 %  | 0      | –      | –      |
| Aufbruch deutscher Patrioten               | –      | –      | 1,1 %  | 0      | –      | –      |
| Grüne                                      | –      | –      | –      | –      | 4,3 %  | 1      |
| pro Deutschland                            | –      | –      | –      | –      | 4,6 %  | 1      |
| Piraten                                    | –      | –      | –      | –      | 2,7 %  | 0      |
| Wahlbeteiligung                            | 60,5 % | 60,5 % | 54,0 % | 54,0 % | 42,7 % | 42,7 % |

Unter dem Vorsitz der FDP wurde eine große Fraktion (GroFra) aus den weiteren beteiligten CDU, U.L.M. (eine frühe Abspaltung aus der CDU) und den Freien Bürgern (FBBM) gebildet. Nur die Linke und die AfD haben sich keiner Fraktion angeschlossen. Die BfM bilden mit der SPD eine gemeinsame Fraktion. Im Jahr 2022 kam es durch den Tod eines der Vertreter der Linken und dem Nachrücken gemäß Wählerliste zu einer Verschiebung in der Fraktionsverteilung. Ein für die Linke während der 2019er Stadtratswahl angetretener Mandatsträger wandte sich von seiner eigenen Fraktion „Die Linke“ ab und schloss sich der „GroFra“ an.

### Wappen und Flagge

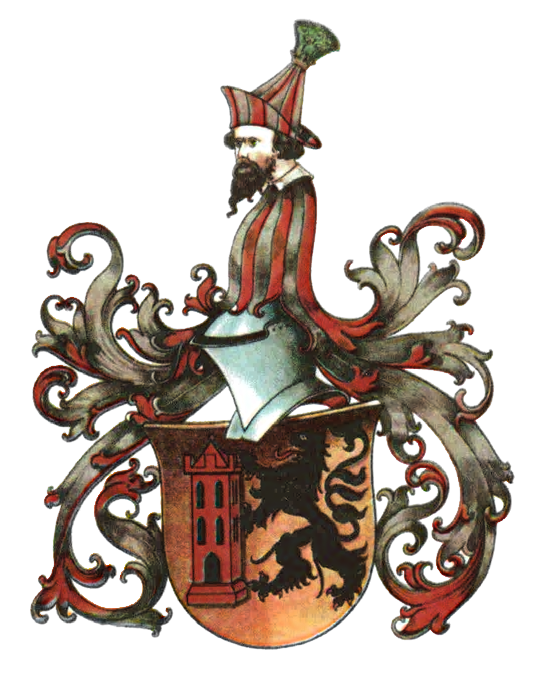
Großes Wappen der Stadt Meißen

Blasonierung: Das Wappen der Stadt Meißen zeigt im Wappenschild in Gold links einen über Eck stehenden gezinnten, vierfenstrigen und mit Tor versehenen roten Turm mit Spitzdach und Knauf, rechts einen nach links hingewendeten rotbewehrten schwarzen Löwen mit rotausschlagender Zunge, der den Turm mit seinen Vorderpranken berührt. Im Oberwappen einen Stechhelm mit silber-roter Helmdecke und den Rumpf eines bärtigen Mannes mit spitziger, pfauenfedernbesteckter Mütze.
Die Verwaltung der Stadt Meißen verwendet für ihre Zwecke ein vereinfachtes Wappen, das nur den Wappenschild enthält (siehe Wappen in der Infobox).
Der sogenannte Meißner Löwe ist der Löwe der einstigen Markgrafen von Meißen, die die Stadt seit vielen Jahrhunderten regierten und ihn ab dem im 12. Jahrhundert verliehenen Stadtrecht verwendeten. Der rote Turm symbolisiert vermutlich die durch Mauer und Türme verteidigungsfähige Stadt. Das älteste Siegel der Stadt zeigt einen wehrfähigen, Schwert tragenden Bürger, der die Wappen der Mark- und Burggrafen von Meißen trägt. Er steht vor einer symbolisierten Kathedralfassade. So sind die drei Grundherrschaften der Stadt, zu denen auch der Bischof von Meißen zählt, vergegenwärtigt. Das obige kleine Wappen erscheint zunächst in Siegeln des frühen 16. Jahrhunderts und hat sich seitdem kaum verändert.
Die Flagge der Stadt Meißen wird wie folgt beschrieben: Schwarz-golden-rote Trikolore mit horizontal angeordneten Flaggenstreifen und mit in der Mitte aufgelegtem Stadtwappen. Die Flagge kann Form einer Hissflagge oder Hängeflagge/Banner genutzt werden.

### Städtepartnerschaft
Meißen ist mit insgesamt sieben Städten weltweit verbunden. Diese sind
- Vitry-sur-Seine, Frankreich, seit dem 3. Mai 1964
- Arita-chō, Japan, seit dem 9. Februar 1979
- Fellbach, Deutschland, seit dem 28. Mai 1987
- Korfu, Griechenland, seit dem 24. Mai 1996
- Leitmeritz, Tschechien, seit dem 1. November 1996
- Provo, Vereinigte Staaten, seit dem 14. Juli 2001
- Legnica, Polen, seit dem 8. Dezember 2017

## Kultur und Sehenswürdigkeiten

### Kunstpreis der Stadt
Die Stadt stiftete und vergab in der DDR seit den 1950er Jahren einen Kunstpreis. 2001 verlieh sie erstmals zur Pflege und Förderung zeitgenössischer Kunst- und Kulturleistungen einen neuen Kunst- und Kulturpreis.

### Stadtbild
Bedingt durch die Lage an einem Höhenzug in der Nähe der Elbe und durch die Geschichte hat Meißen eines der beachtenswertesten Stadtbilder in Sachsen bewahrt. Die Altstadt ist vor Zerstörungen weitgehend bewahrt geblieben; der Dom und die Albrechtsburg gehören zu den bedeutendsten mittelalterlichen Bauwerken in Sachsen.

### Profanbauten
- Albrechtsburg
- Bahnhof Meißen
- Bahnhofsgebäude Meißen Triebischtal
- Bischofsschloss Meißen
- Porzellan-Manufaktur (Meißner Porzellan), alte Werkstätten und eine Schauwerkstatt in dem Neubau Meissen ART
- Altstadt mit spätgotischem Rathaus und Bürgerhäusern aus der Zeit der Gotik, Renaissance und des Barock:
  - das spätgotische Prälatenhaus,
  - das Brauhaus Meißen, die Häuser Markt 6, Kleinmarkt 10, Burgstraße 18 und Webergasse 1 aus der Renaissancezeit,
  - Wohn und Geschäftshäuser, darunter das ehemalige Zollamt (Meißen), die Häuser Markt 10, Fleischergasse 6 und Burgstraße 28 aus der Barockzeit.
- Freiheit, bebaut mit historisch und künstlerisch wertvollen Domherren- und Adelshöfen
- Stadttheater, hervorgegangen aus dem ehemaligen Gewandhaus auf dem alten Jahrmarkt
- Schloss Siebeneichen
- Spätgotische Dompropstei am Domplatz
- Domherrenhof, seit dem 12. Jahrhundert Teil der Stadtmauer, bis 2008 Sitz des Kreistages
- Feierhalle des Krematoriums Meißen. An der Fassade eine Pieta von Professor Emil Paul Börner nebst Phönix-Medaillon
- Nachbildung der kursächsischen Postmeilensäule vom ehemaligen Elbtor auf dem Brückenkopf der Altstadtbrücke im Stadtteil Cölln. Ein Originalwappenstück befindet sich in der Postmeilensäule Berggießhübel.

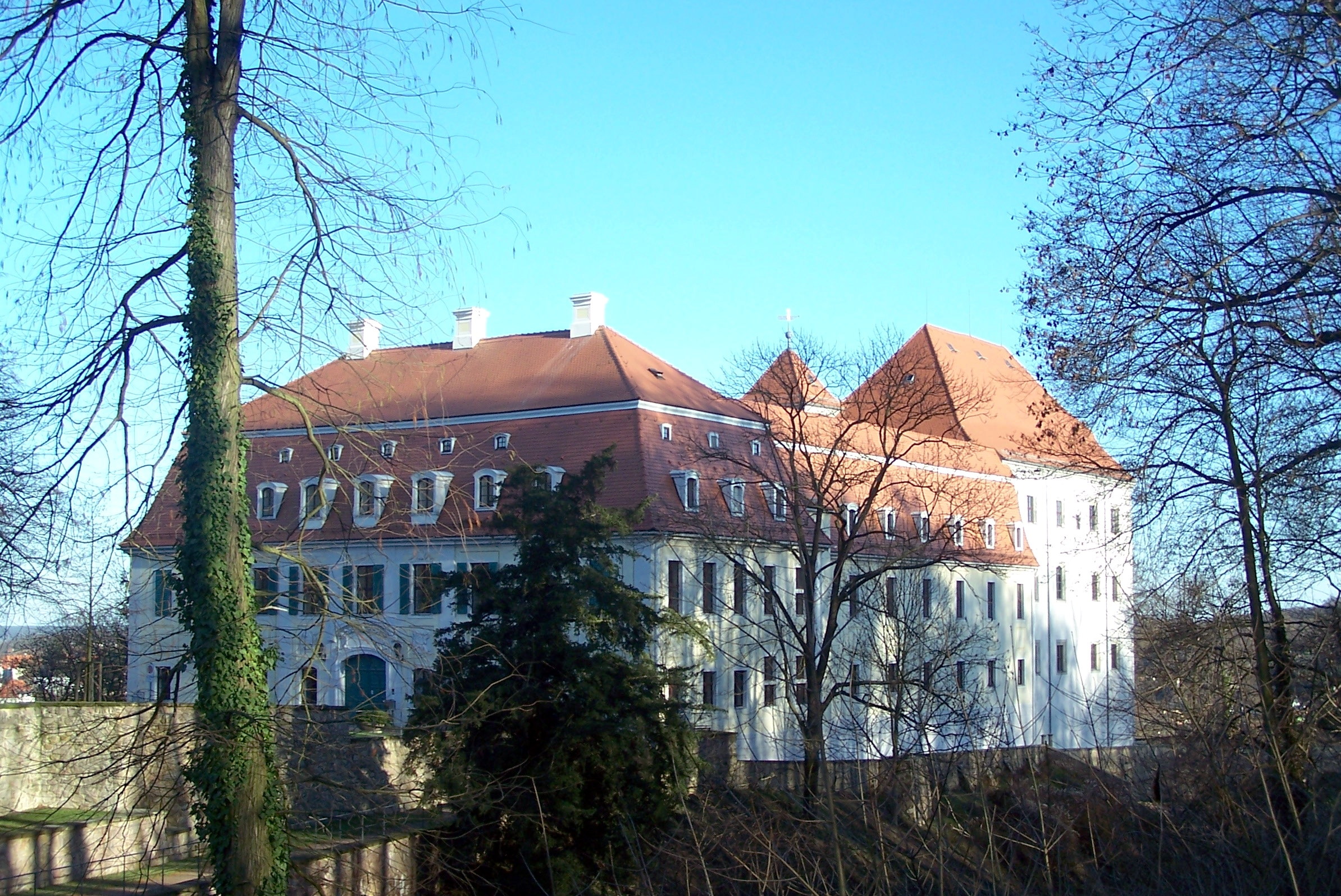
Schloss Siebeneichen
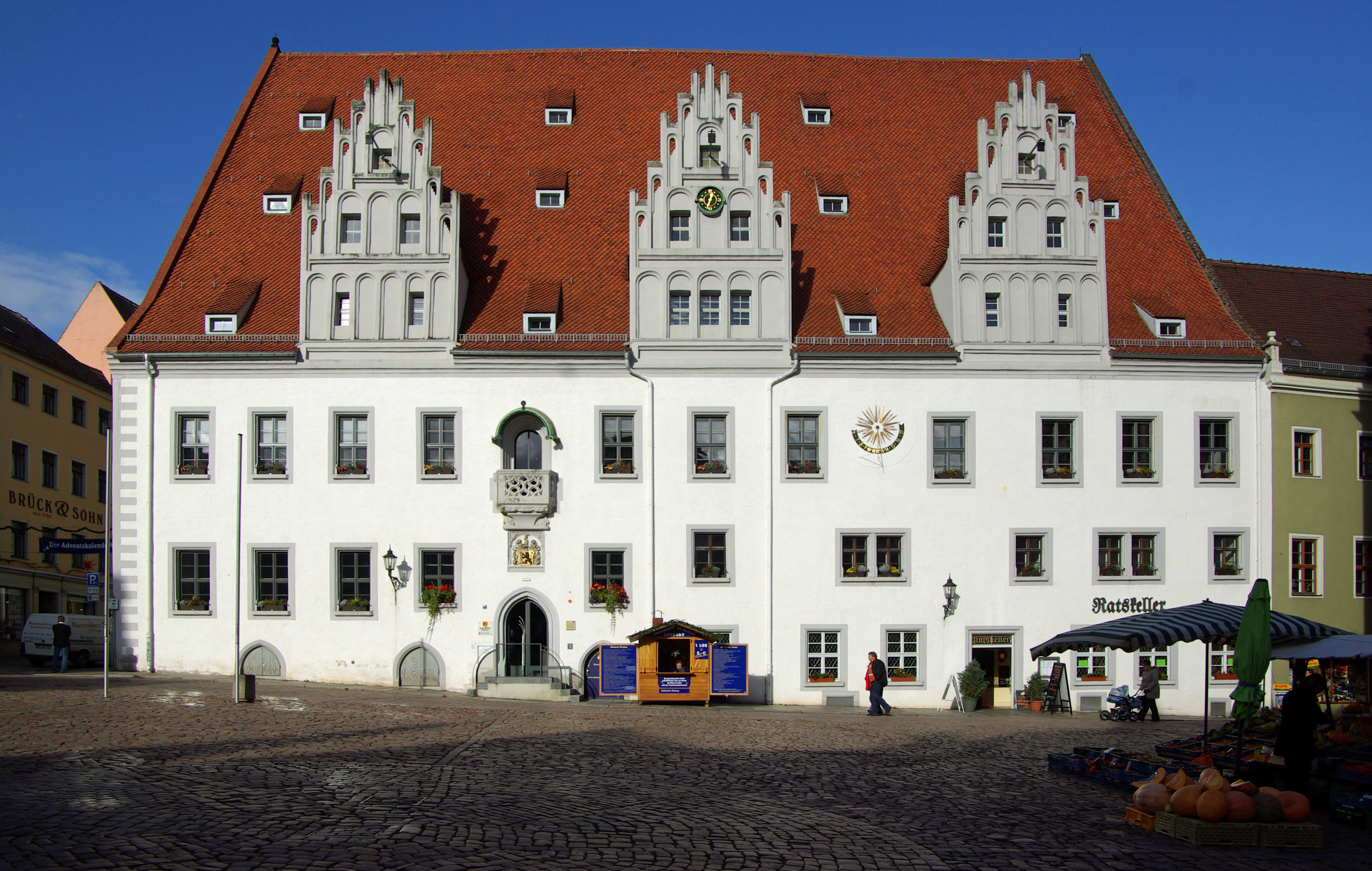
Rathaus
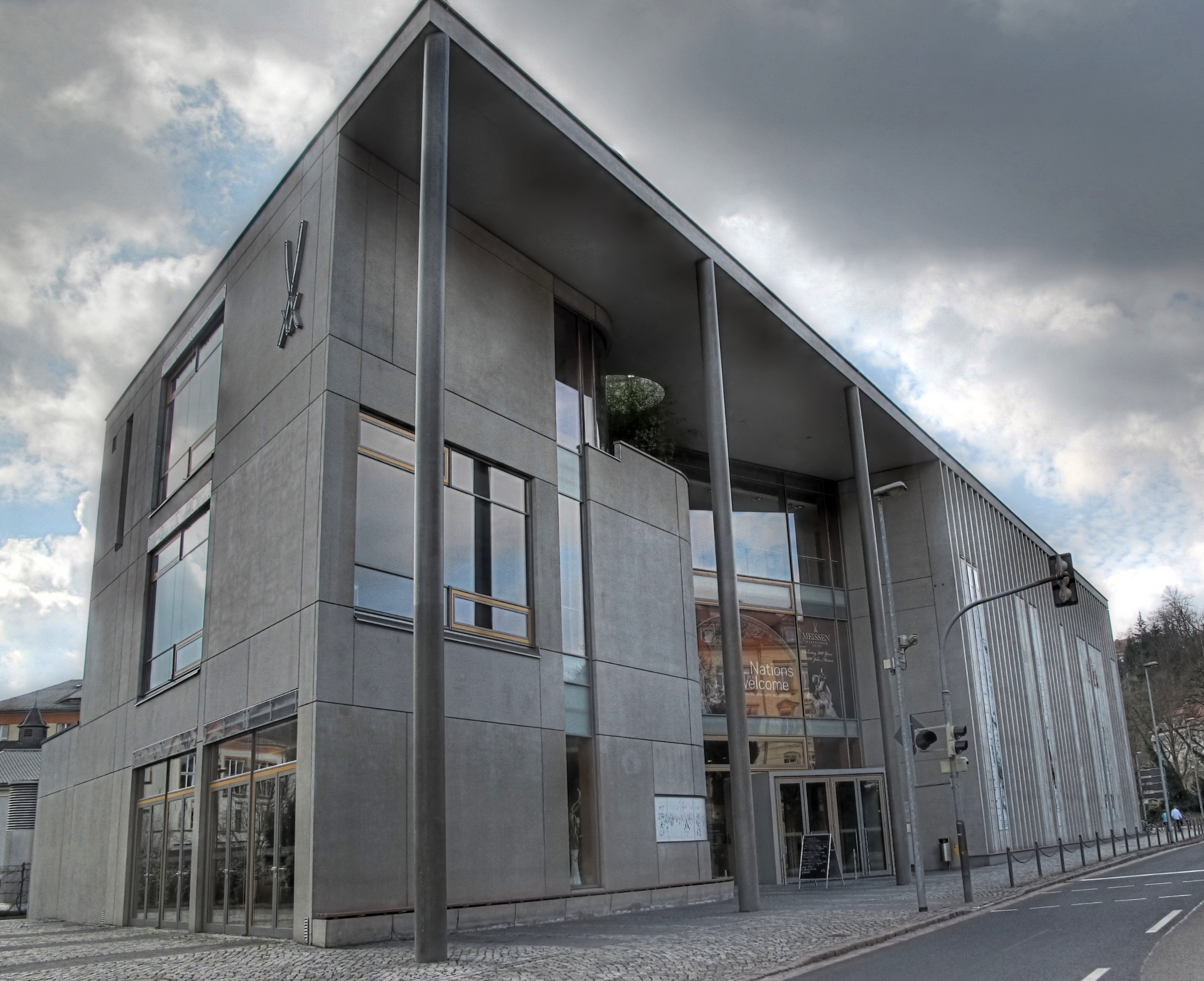
Porzellan-Museum
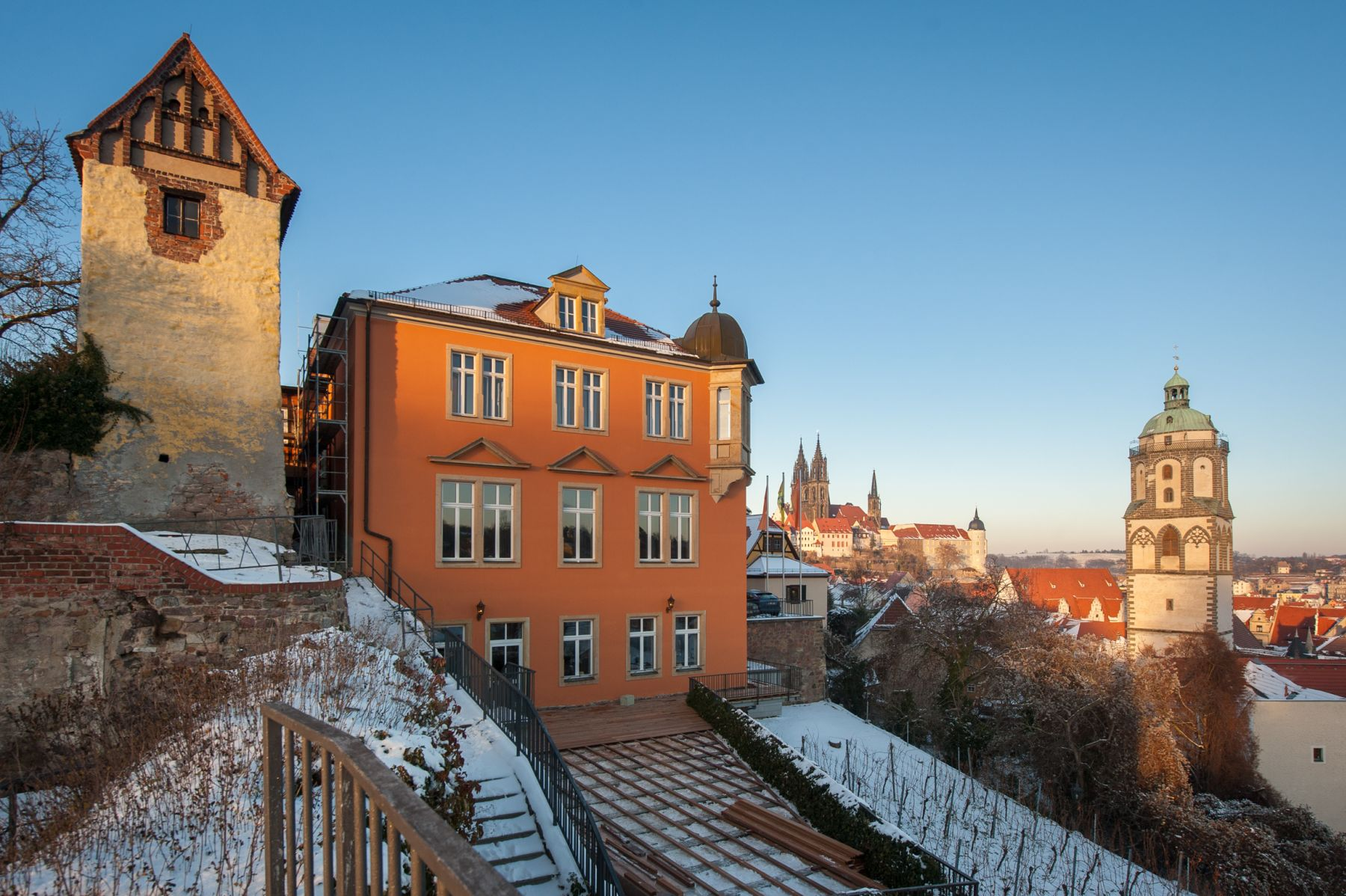
Domherrenhof
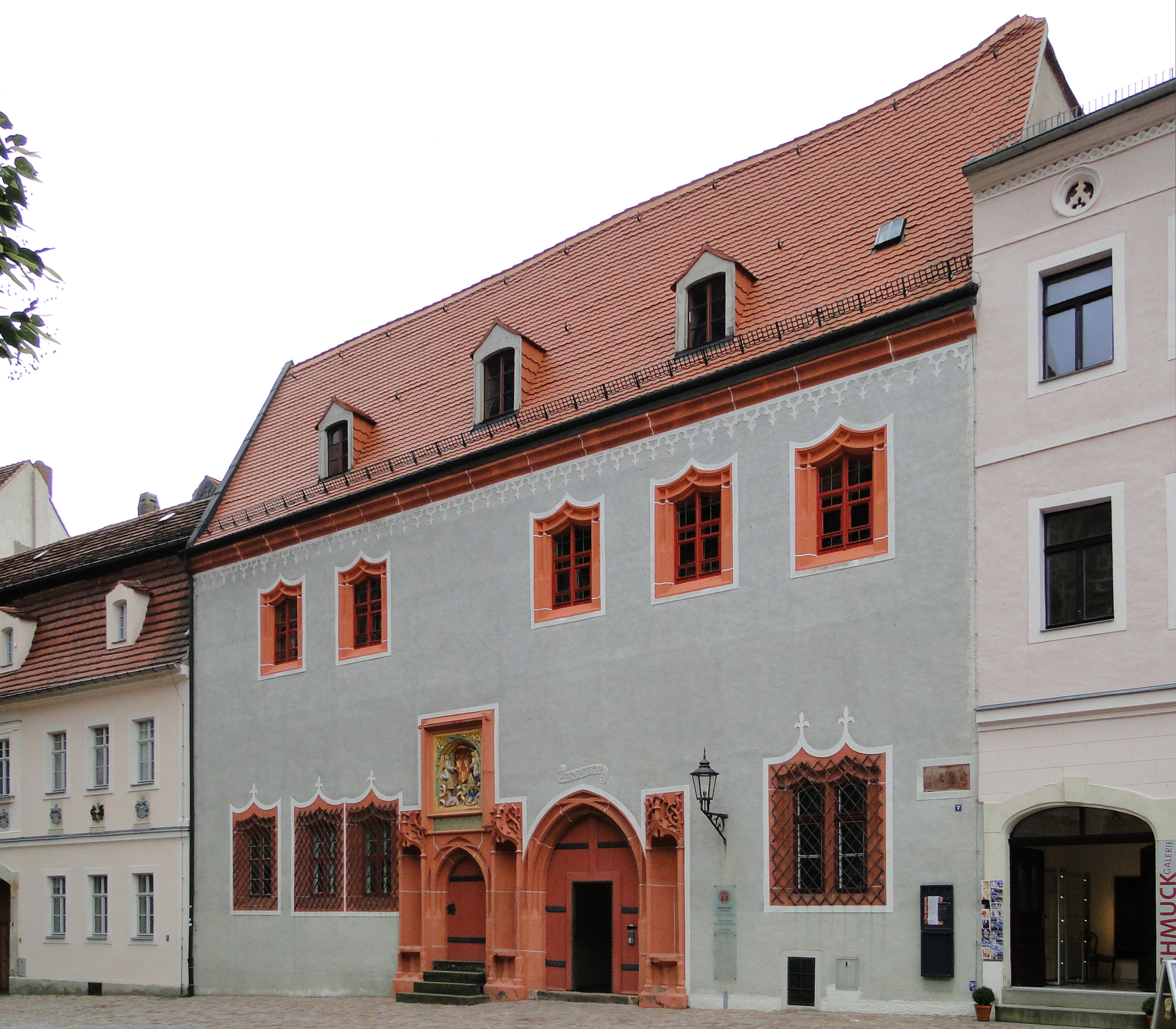
Dompropstei

### Sakralbauten
- Meißner Dom
- Frauenkirche
- Kirche St. Afra

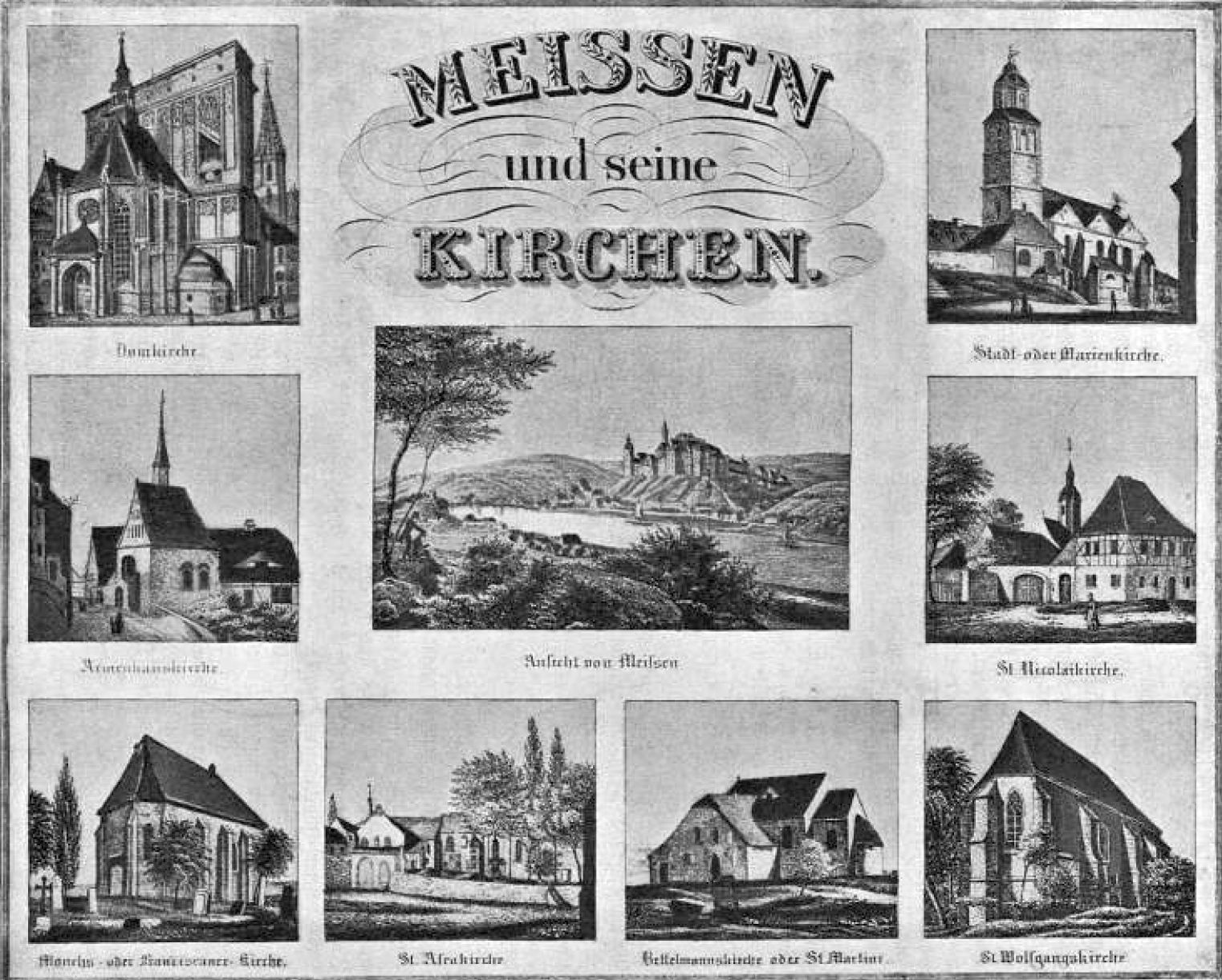
Meißens Kirchen um 1840

- Nikolaikirche im Triebischtal, um 1220 erstmals erwähnt, 1923–1929 zur Kriegergedächtniskirche umgestaltet
- Martinskapelle auf dem Plossen
- Jakobskapelle, Leipziger Straße, spätgotische Kapelle
- katholische St.-Benno-Kirche im neugotischen Stil, geweiht 1887, durch Brandanschlag (2000) und Flut (2002) geschädigt, Erneuerung abgeschlossen im Oktober 2003
- evangelische Lutherkirche im Triebischtal, im neugotischen Stil, geweiht 1904
- Wolfgangskirche, spätgotischer Kirchenbau an der Jahnastraße im Meisatal, erbaut ab 1471
- ehemalige Franziskanerklosterkirche (Stadtmuseum Meißen)
- evangelische Johanneskirche, 1895–1898 nach Entwurf von Theodor Quentin, Fresko Der Triumph des Kreuzes im Weltgericht von Sascha Schneider, Ausstattung teilweise in Keramik (Altar von der Sächsischen Ofenfabrik, Kanzel von der Ofen- und Porzellanfabrik Ernst Teichert – für beide vergleiche Ernst Teichert)
- Urbankirche, Nebenkirche der Johanneskirche auf dem Alten Johanneskirchhof an der Dresdner Straße
- Trinitatiskirche
- Kapelle auf dem ursprünglichen Gebäudekomplex der Huttenburg, Huttenburgweg, Kapelle im neugotischen Stil
- Ruine des Klosters Heilig Kreuz, seit dem Ende des 20. Jahrhunderts Meißner Hahnemann-Zentrum
- Begräbniskapelle auf dem neuen Stadtfriedhof an der Nossener Straße, Weihe 1875
- Parentationshalle vom Krematorium Meißen, Weihe am 8. Oktober 1931

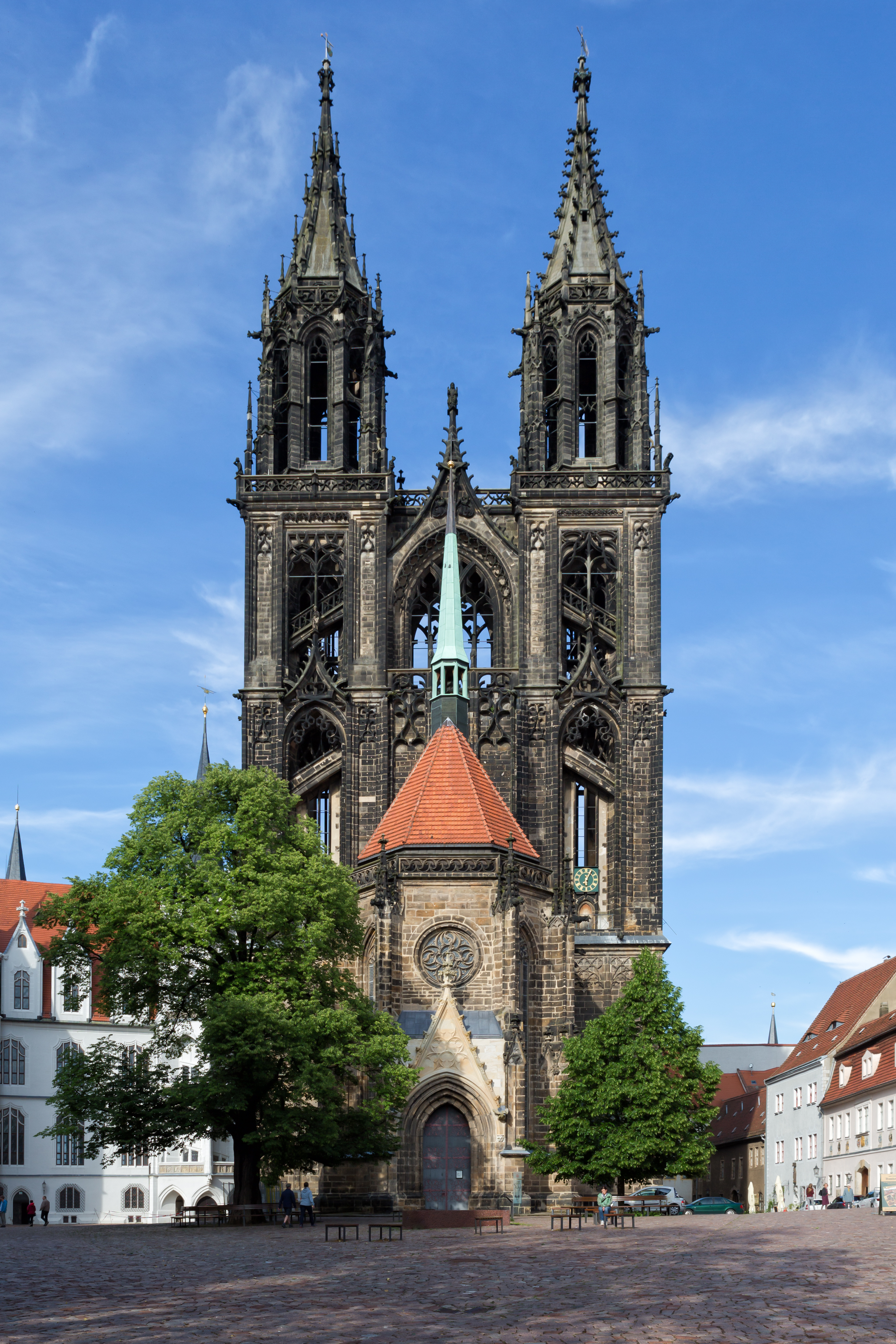
Meißner Dom
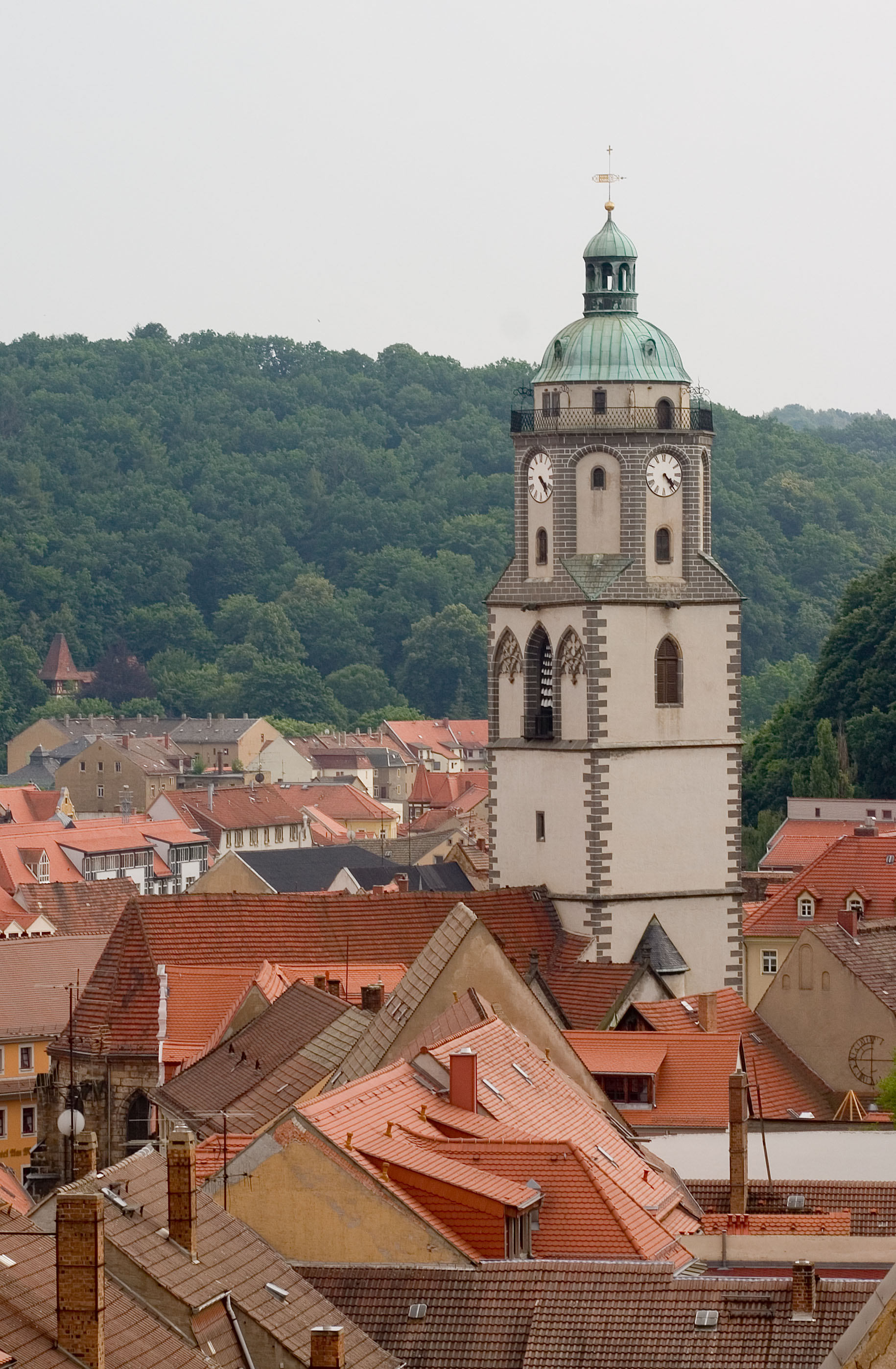
Frauenkirche
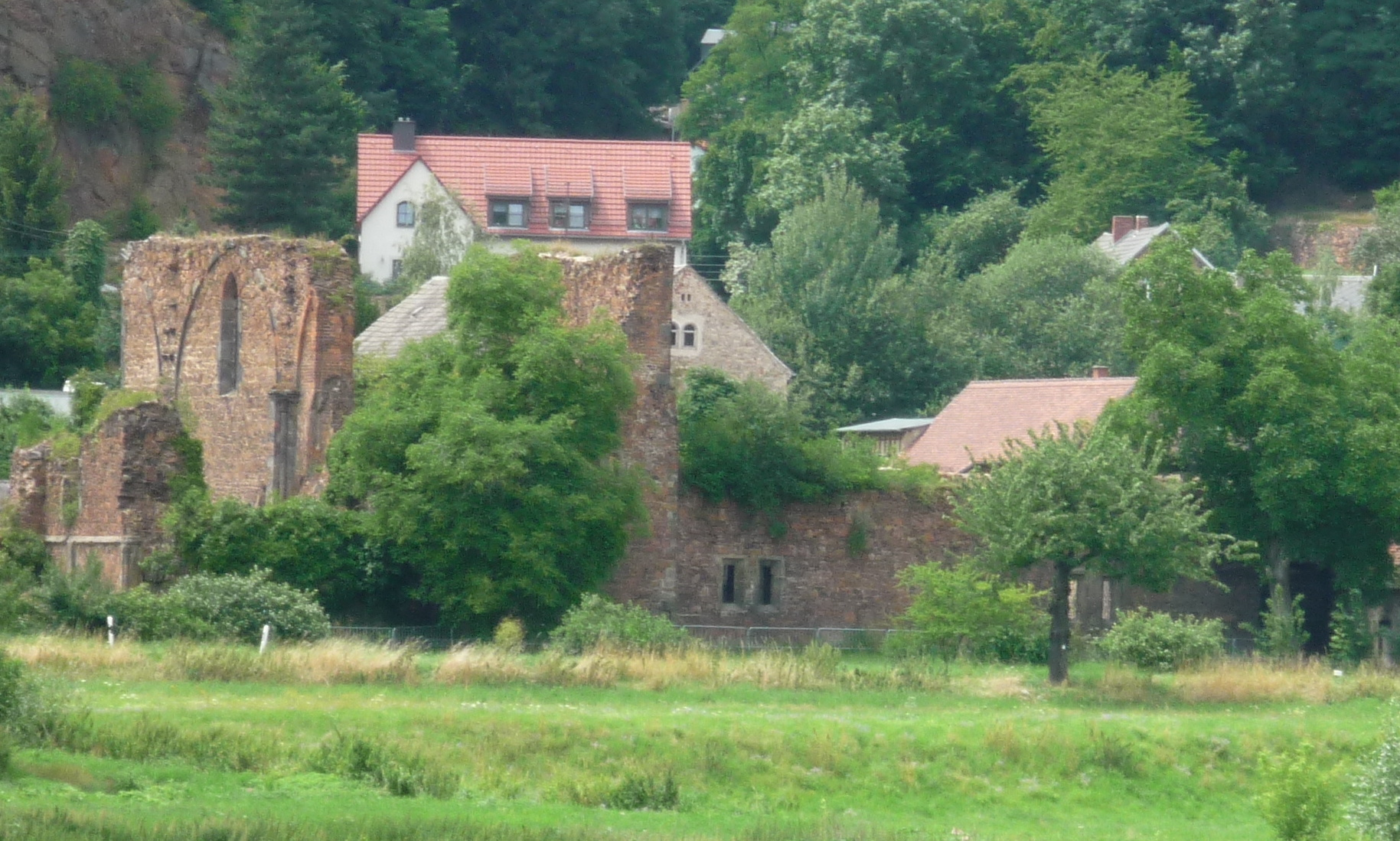
Ruine des Klosters Heilig Kreuz
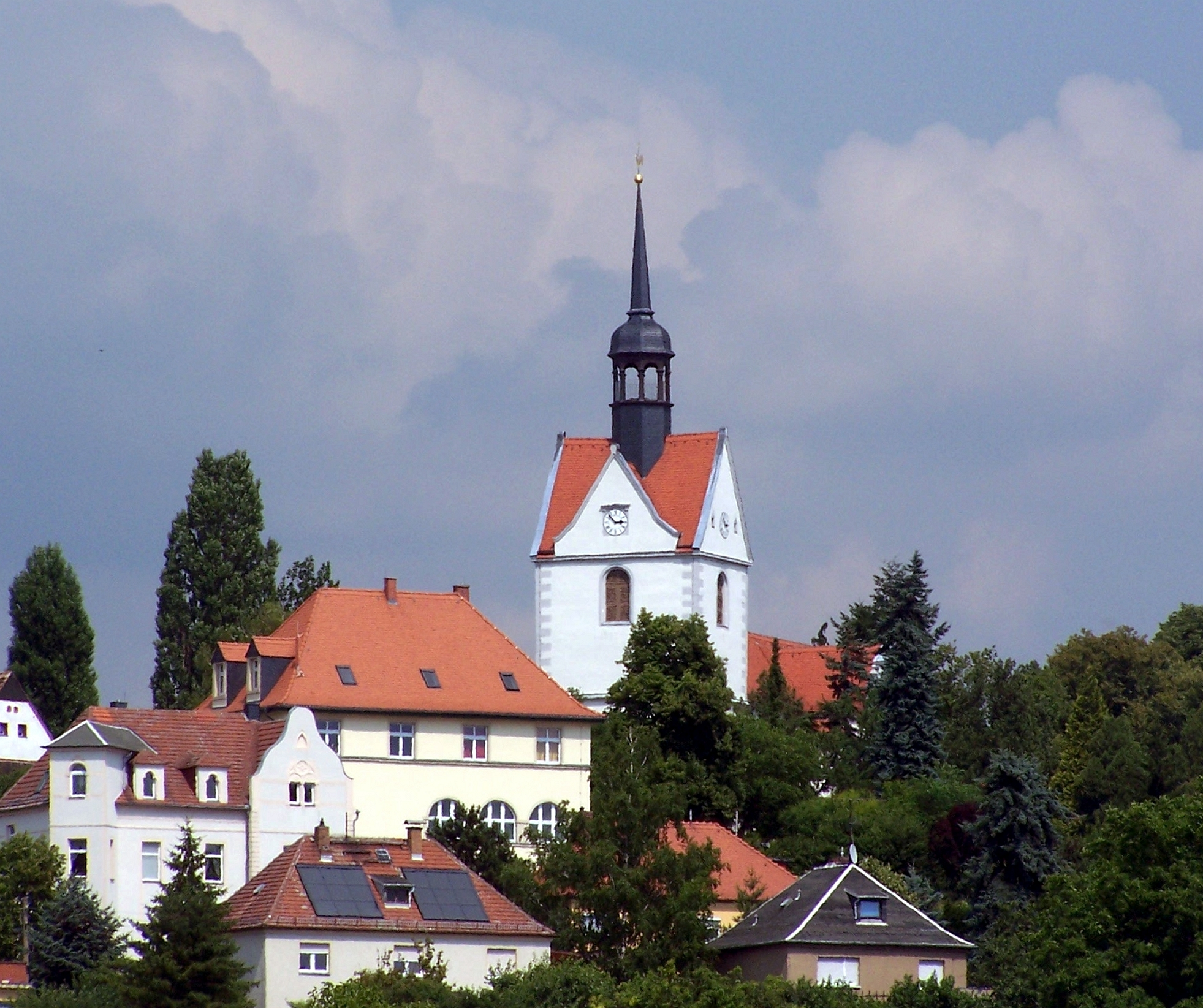
Trinitatiskirche
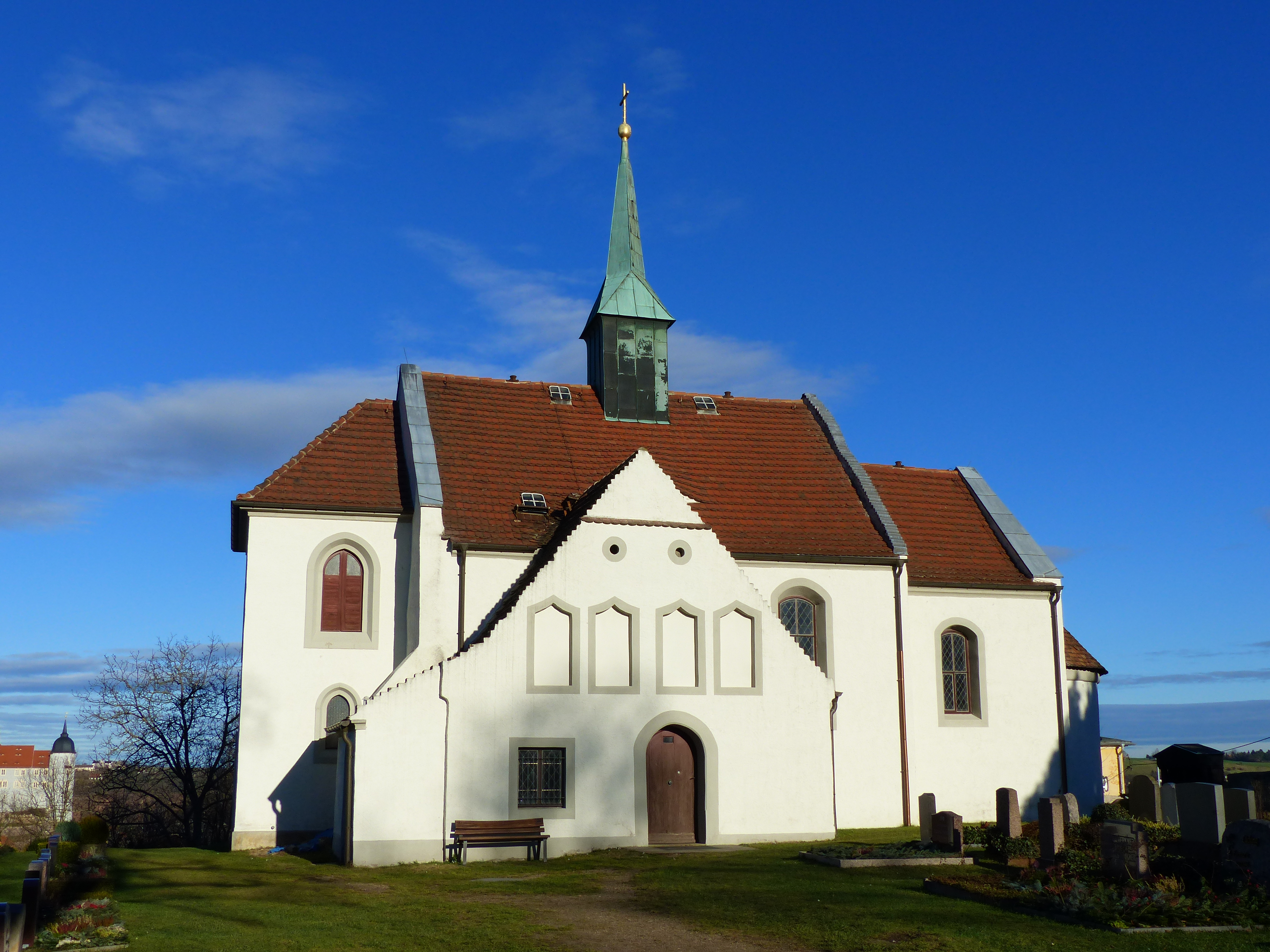
Martinskapelle
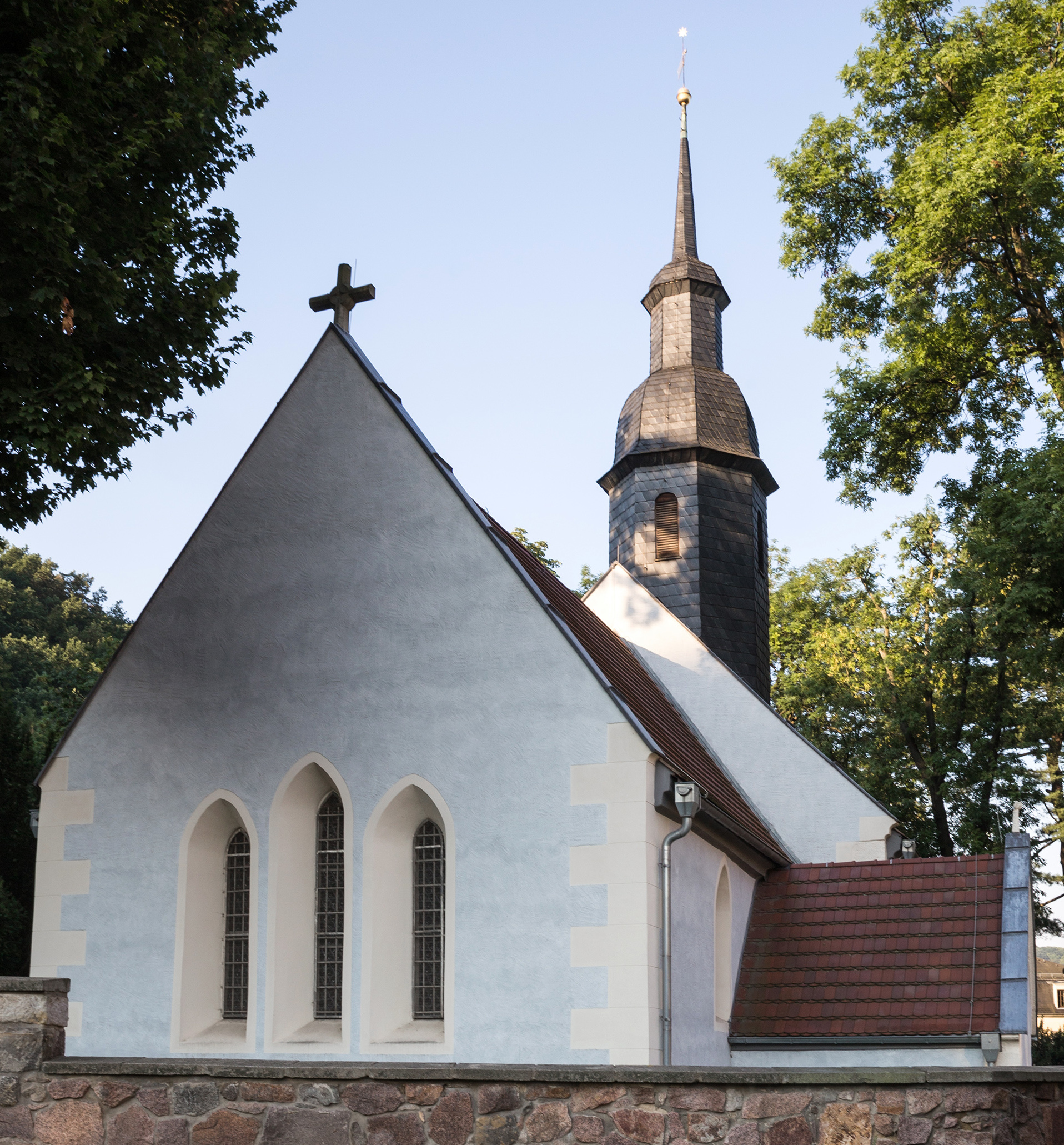
Nikolaikirche
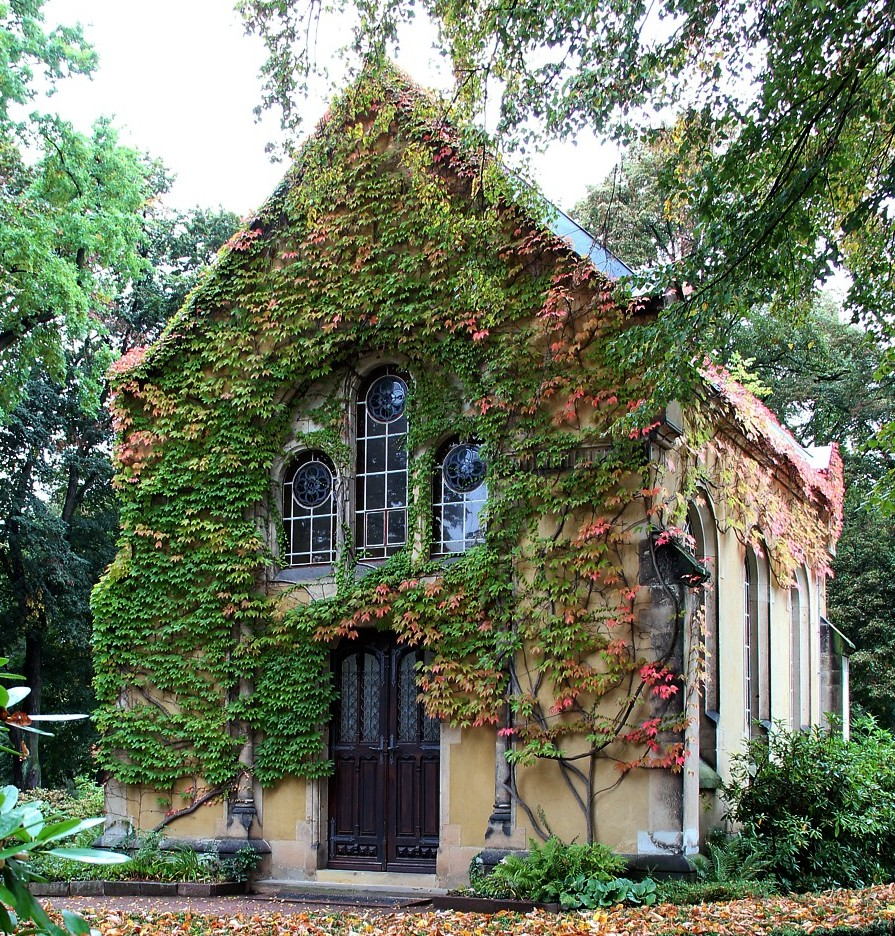
Begräbniskapelle auf dem neuen Stadtfriedhof
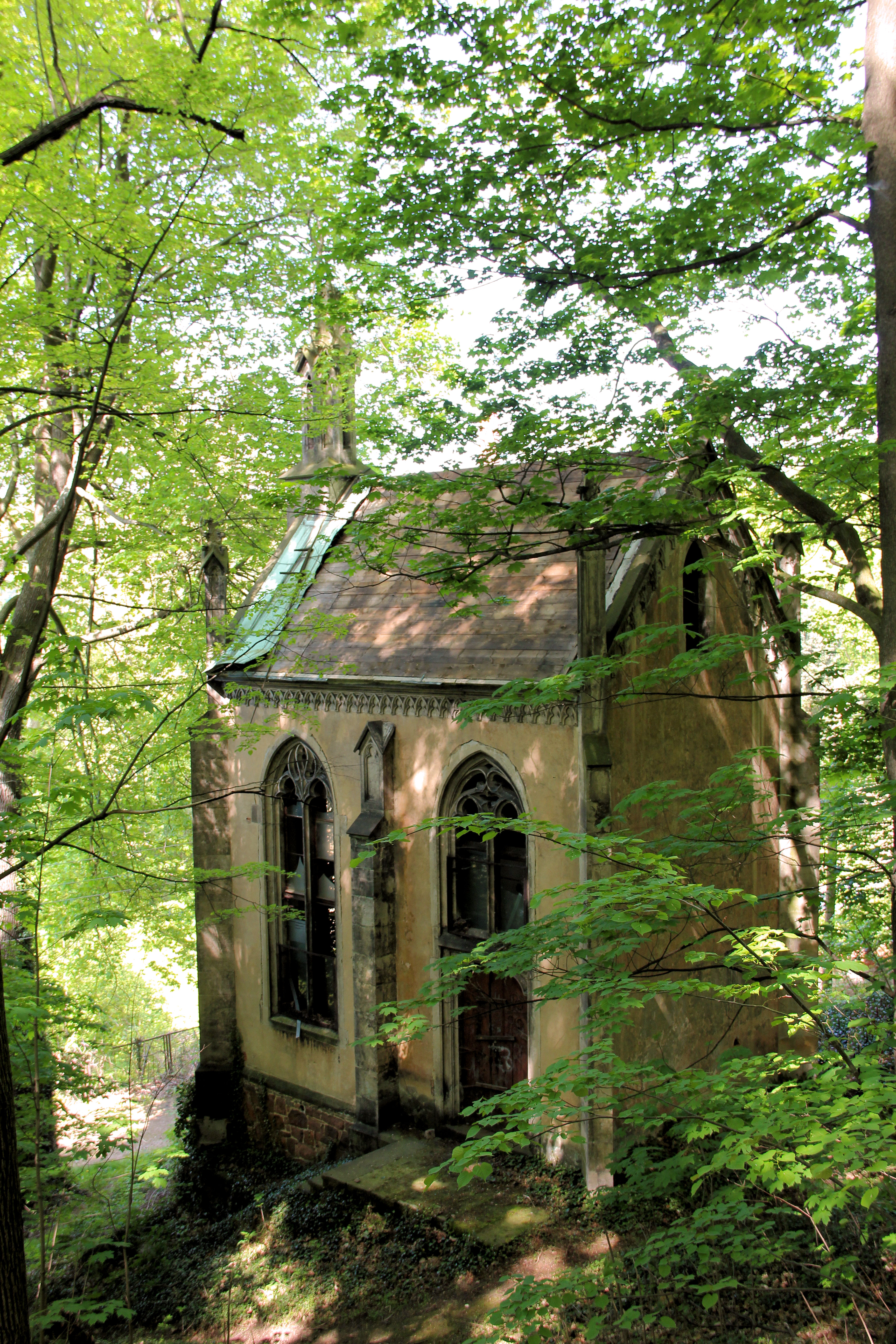
Neugotische Kapelle der Huttenburg

### Weitere Sehenswürdigkeiten
- Buchstabenstein: Dieser ehemalige Torschlussstein am Grundstück Freiheit 10 soll bei fantasievoller Ausdeutung alle Buchstaben des Alphabets beinhalten.
- Mosaikbilder am mittleren Burgtor: Die beiden Mosaikbilder sind aus dem Jahr 1890 und zeigen links den Heiligen Georg und rechts den Evangelisten Johannes. Die Entwürfe stammen von Wilhelm Walter dem Schöpfer vom Fürstenzug in Dresden.
- Turnhalle des Franziskaneum: An der Fassade der Turnhalle in der Kändlerstraße befindet sich seit 1907 eine dreiteilige Bildwand aus Meißner Porzellanplatten. Dargestellt sind Knabengruppen beim sportlichen Wettkampf. Angebracht wurden die Wandbilder in etwa sieben Metern Höhe. Auffällig ist dabei eine optisch starke Verbundenheit mit dem Fürstenzug in Dresden. Obwohl der entwerfende Künstler bisher unbekannt blieb, könnte man das Werk dem Künstler Wilhelm Walther zuordnen.
- Kändlerbrunnen: Auf der linkselbischen Seite befindet sich in der Nähe des Brückenkopfes der Altstadtbrücke der Kändlerpark mit Kändlerbrunnen. Park und Brunnen wurden am 4. Juni 1960 anlässlich der 250-Jahr-Feier der Porzellanmanufaktur Meißen seiner Bestimmung übergeben. Der Brunnen wurde nach einem Entwurf von Ludwig Zepner gestaltet und ist mit einem Helm-Kasuar aus Porzellan bekrönt. Der Kasuar wurde nach einem Modell von Kändler gestaltet. Im Jahr 1990 wurde die Plastik gestohlen und 1992 durch eine Neuausformung ersetzt. Im Jahr 2001 kam es erneut zu einer Beschädigung. Seit 2015 ziert im Sommer wieder ein Kasuar den Brunnen.[25]
- Heinrichsbrunnen: Nachbildung eines mittelalterlichen Marktbrunnens aus dem Jahr 1862 mit König Heinrich I. als Brunnenfigur. Die Brunnenanlage befindet sich auf dem Heinrichsplatz vor der Franziskanerkirche (Stadtmuseum).
- Keramisches Wandbild „Hochzeit zu Kana“ im Stadtteil Triebischtal am Haus Hirschbergstraße 7. Es wurde im Jahr 1966 von Ludwig Zepner und Karlheinz Schäfer für das Kolpinghaus der katholischen Kirchgemeinde St. Benno geschaffen. Beim Hochwasser von Elbe und Triebisch im Jahr 2002 wurde das Gebäude stark in Mitleidenschaft gezogen und steht seitdem leer. Der Erhalt des Wandbildes ist gefährdet, da sich das Bild selbst an der Fassade eines stark beschädigten Gebäudes befindet. Der Künstler Karlheinz Schäfer, die Kirchgemeinde St. Benno in Meißen und weitere keramische Kunstliebhaber engagieren sich um den Erhalt des Wandbildes.
- Keramisches Wandbild „Meißner Stadtplan aus Porzellan“ von Olaf Fieber an einer Mauer der Görnischen Gasse 35 von 2018. Bei den einzelnen keramischen Bildern handelt es sich nicht um Porzellan aus der Porzellan-Manufaktur Meißen.
- Pocket Park „Das kleine Wohnzimmer“ von Andreas Ehret, Tina Hopperdietzel und Olaf Fieber befindet sich unterhalb der Justusstufen auf der Görnischen Gasse. Ein weiteres Objekt des Porzellanweges. Diese Unikate sind reine Atelierporzellane der Künstler und nicht aus Meißner Porzellan.
- Reste vom ehemaligen herrschaftlichen Landsitz der Huttenburg im Stadtteil Triebischtal. Der Gebäudekomplex war ursprünglich um 1857 in Gestalt eines Schlosses mit Turm, Herrenhaus und Kapelle im neugotischen Stil errichtet worden. Mittlerweile sind die Reste vom Herrenhaus, so auch die Kapelle stark verfallen. An der südlichen Fassade des Turmunterbaues befindet sich noch eine Statue des Ulrich von Hutten. Geschaffen wurde sie vom Leipziger Bildhauer Hermann Knaur.
- Skulptur einer Weltkugel mit Friedenstauben, „Weltfrieden“ bzw. „Friedenstauben“ symbolisierend. Das Kunstwerk wurde am 7. Mai 1965 am östlichen Brückenkopf der Meißener Altstadtbrücke an der Elbe mit der Albrechtsburg im Hintergrund aufgestellt. Wie damals üblich diente es einem propagandistischen Anlass, überdauerte die „Wende“ und hat das ehedem anhaftende „antifaschistische“ Ansehen abgelegt. Die Skulptur wurde vom Kunstschmied Karl Bergmann in Dresden geschaffen, der auch das Handwerkliche für den Dresdner Schalenbrunnen „Wasserspiel“ ausgeführt hat.

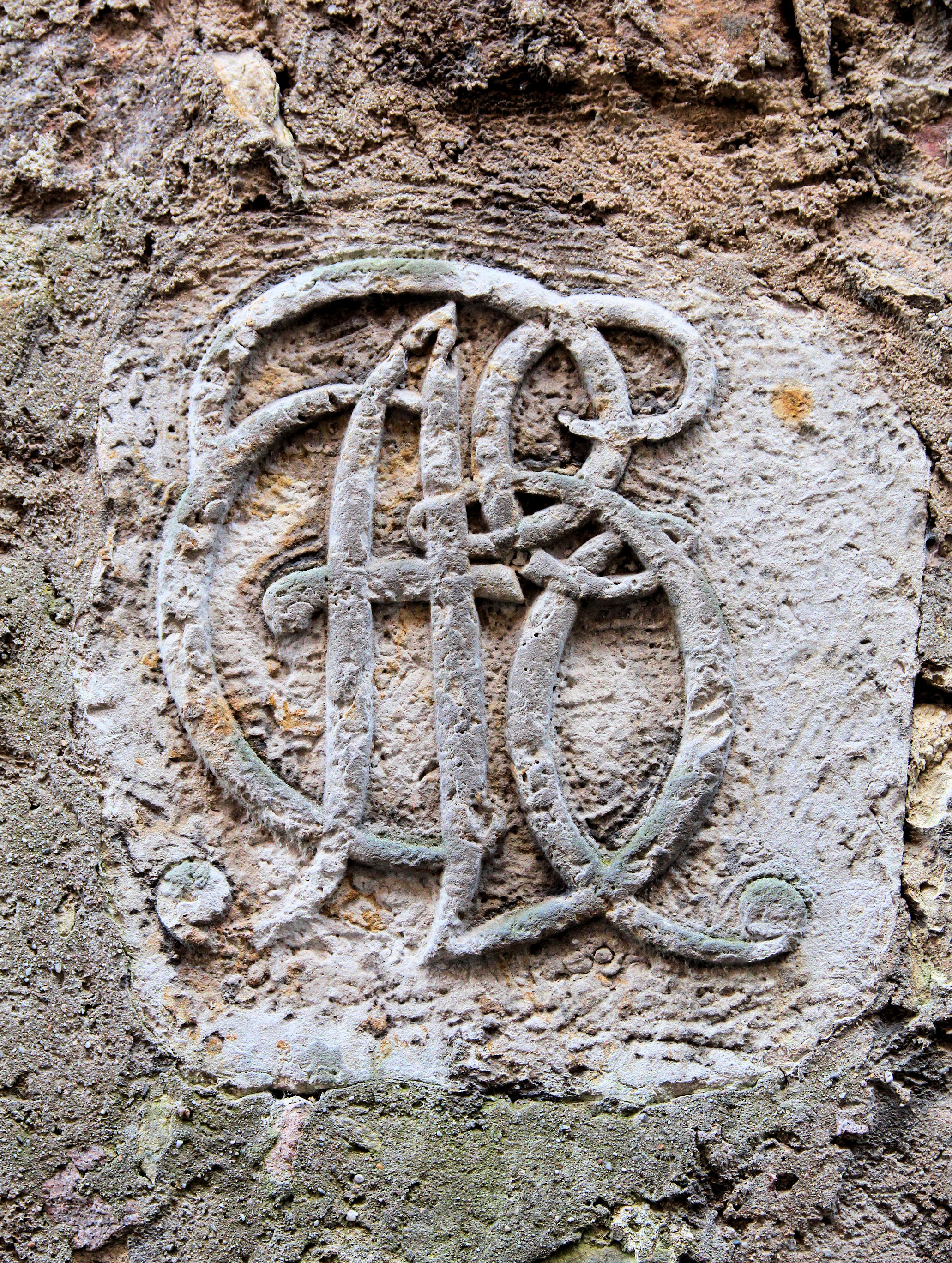
Buchstabenstein in Meißen Freiheit 10
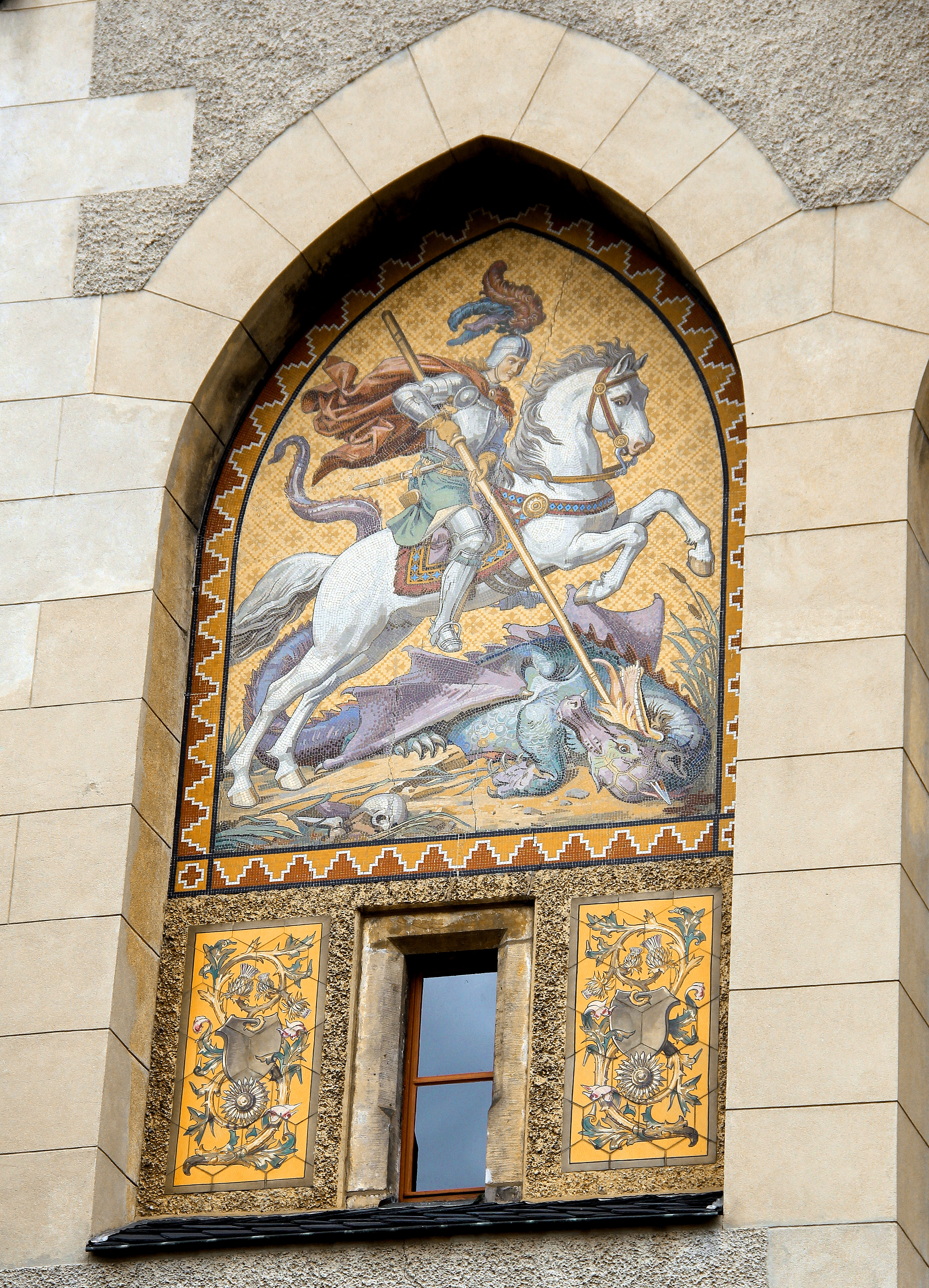
Mosaikwandbild aus dem Jahr 1890 von Wilhelm Walter am mittleren Burgtor
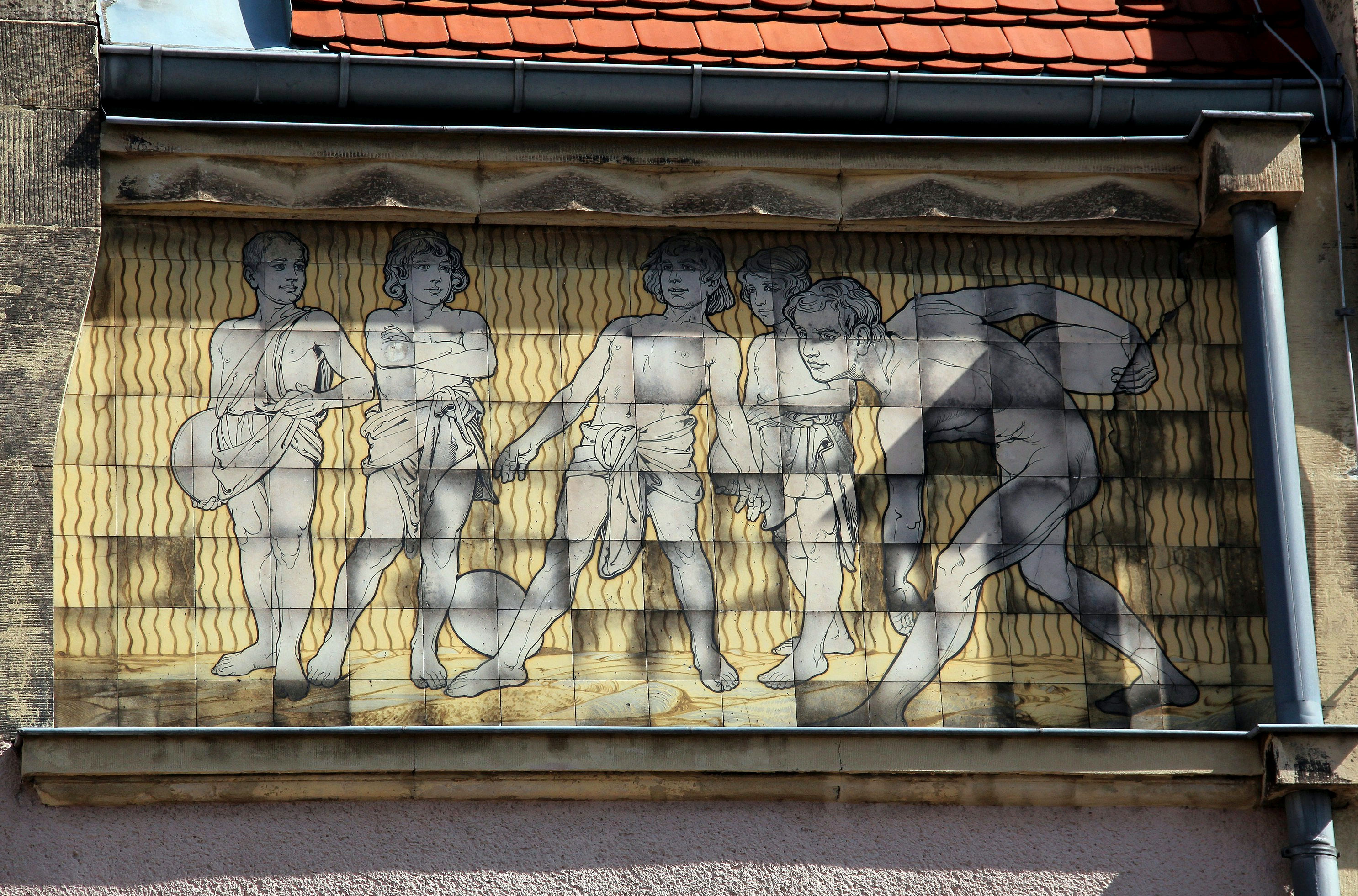
Bild aus Meißner Porzellanplatten am Franziskaneum in Meißen
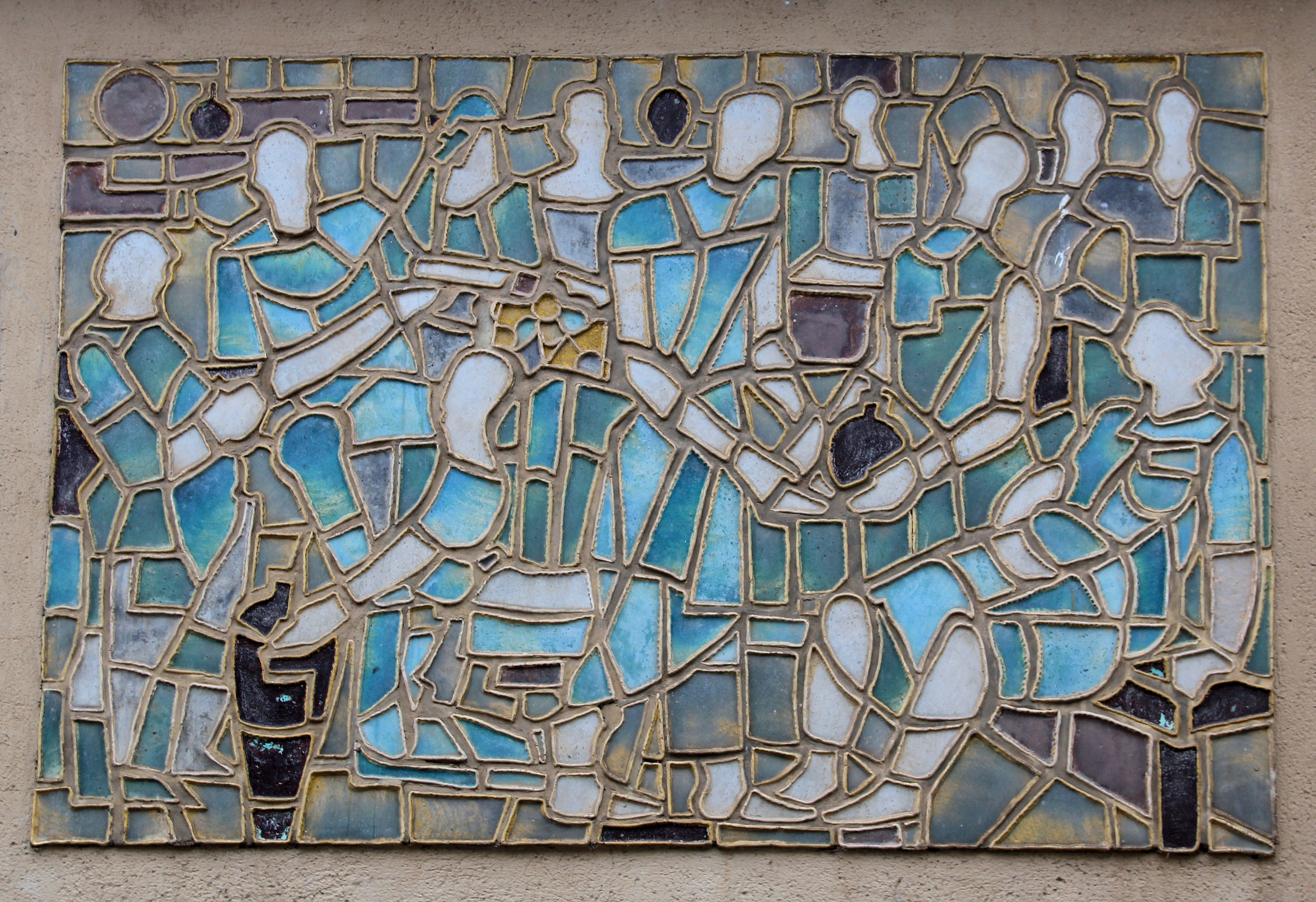
Keramisches Wandbild „Hochzeit zu Kana“
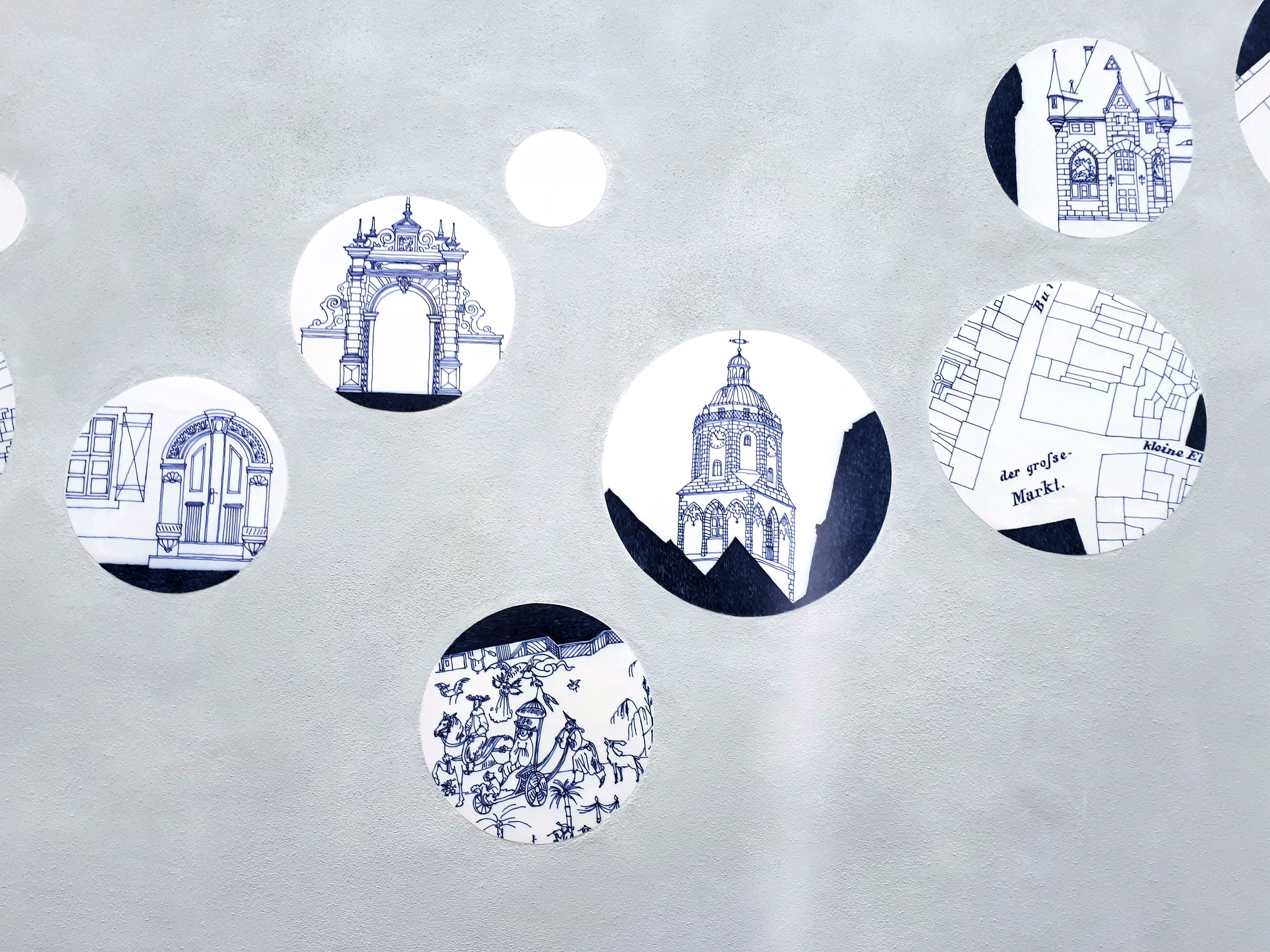
Detail vom keramischen Wandbild von Olaf Fieber in der Görnischen Gasse
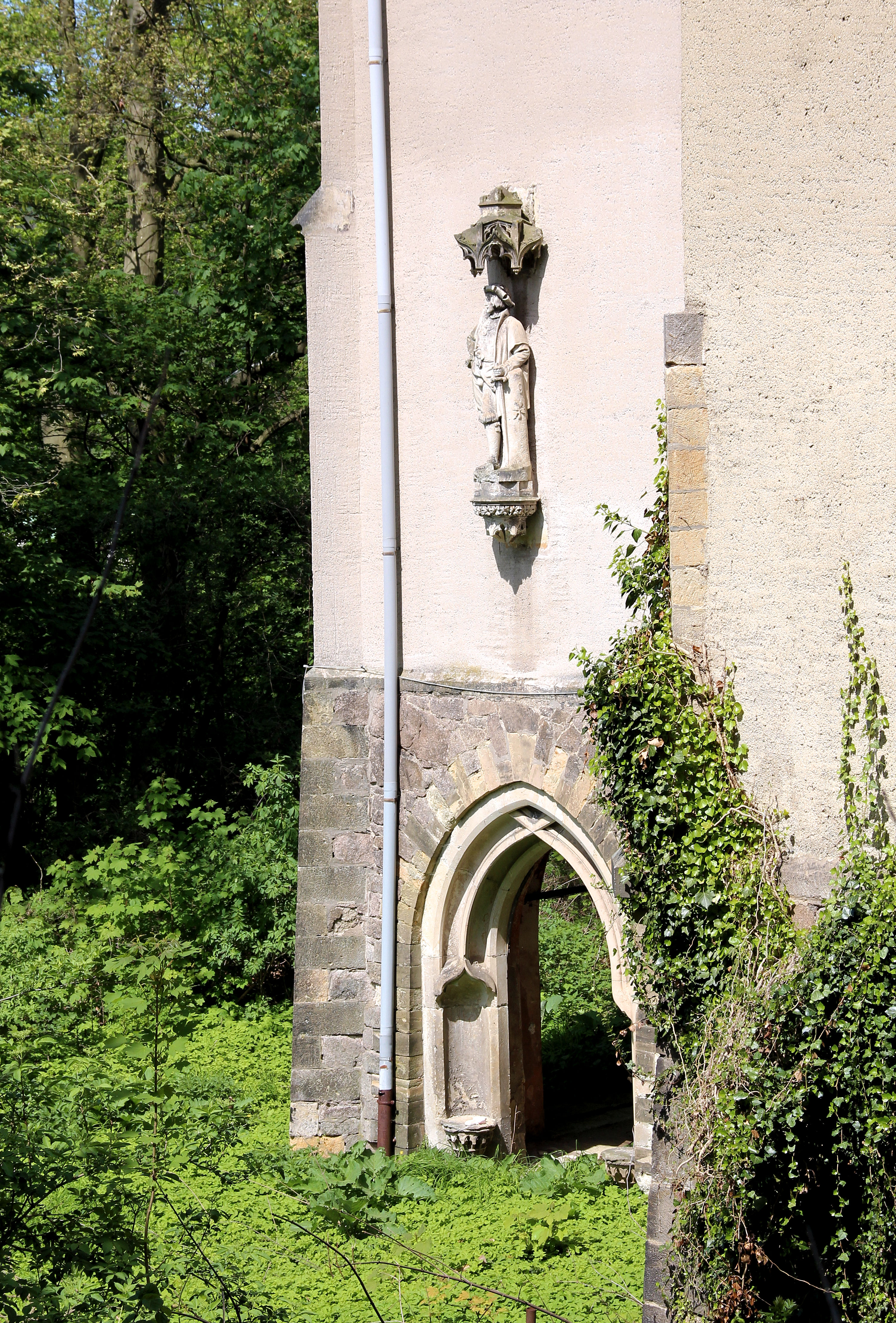
Neugotisches Portal der ehemaligen Huttenburg
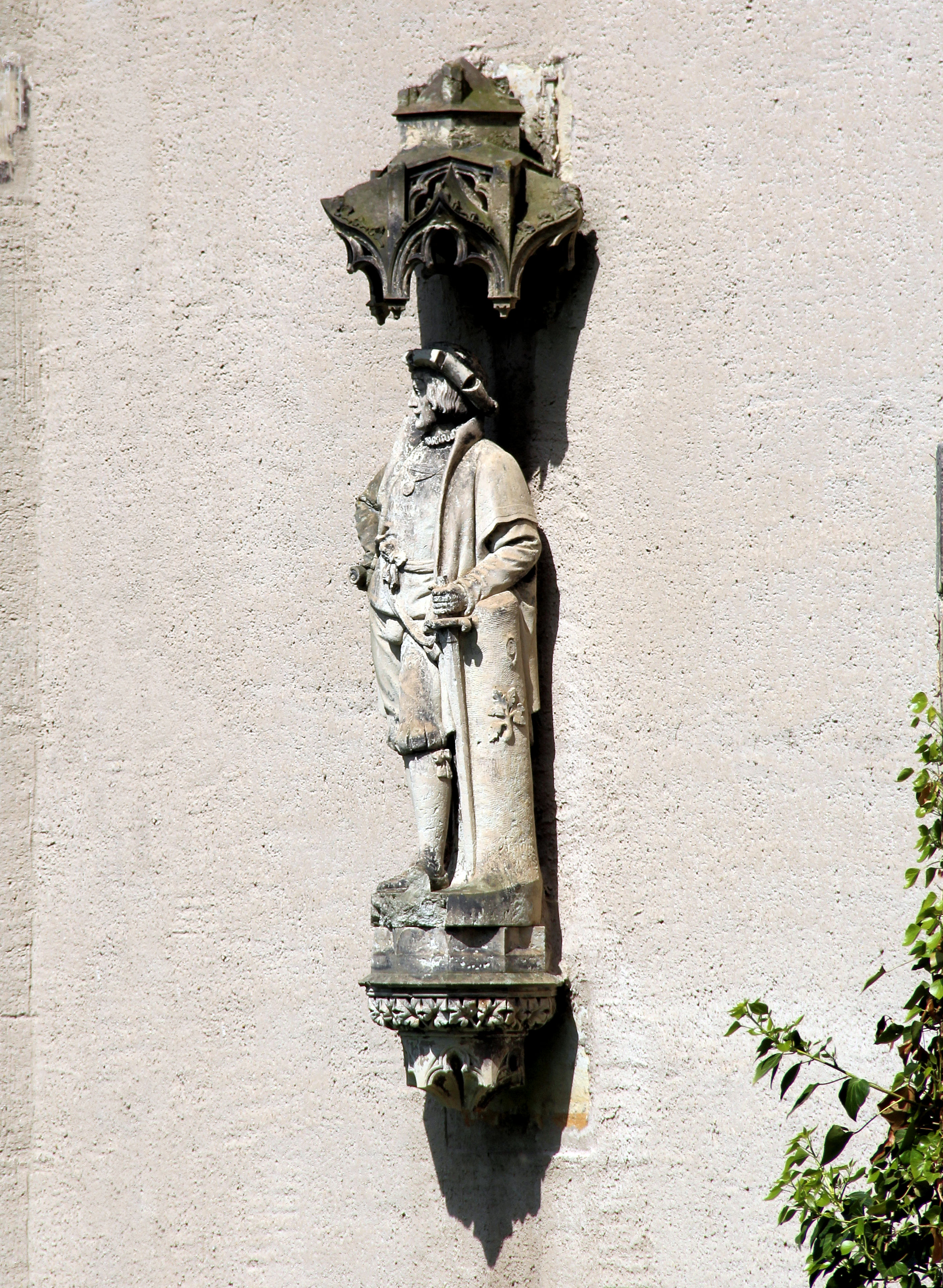
Statue des Ulrich von Hutten an der Huttenburg
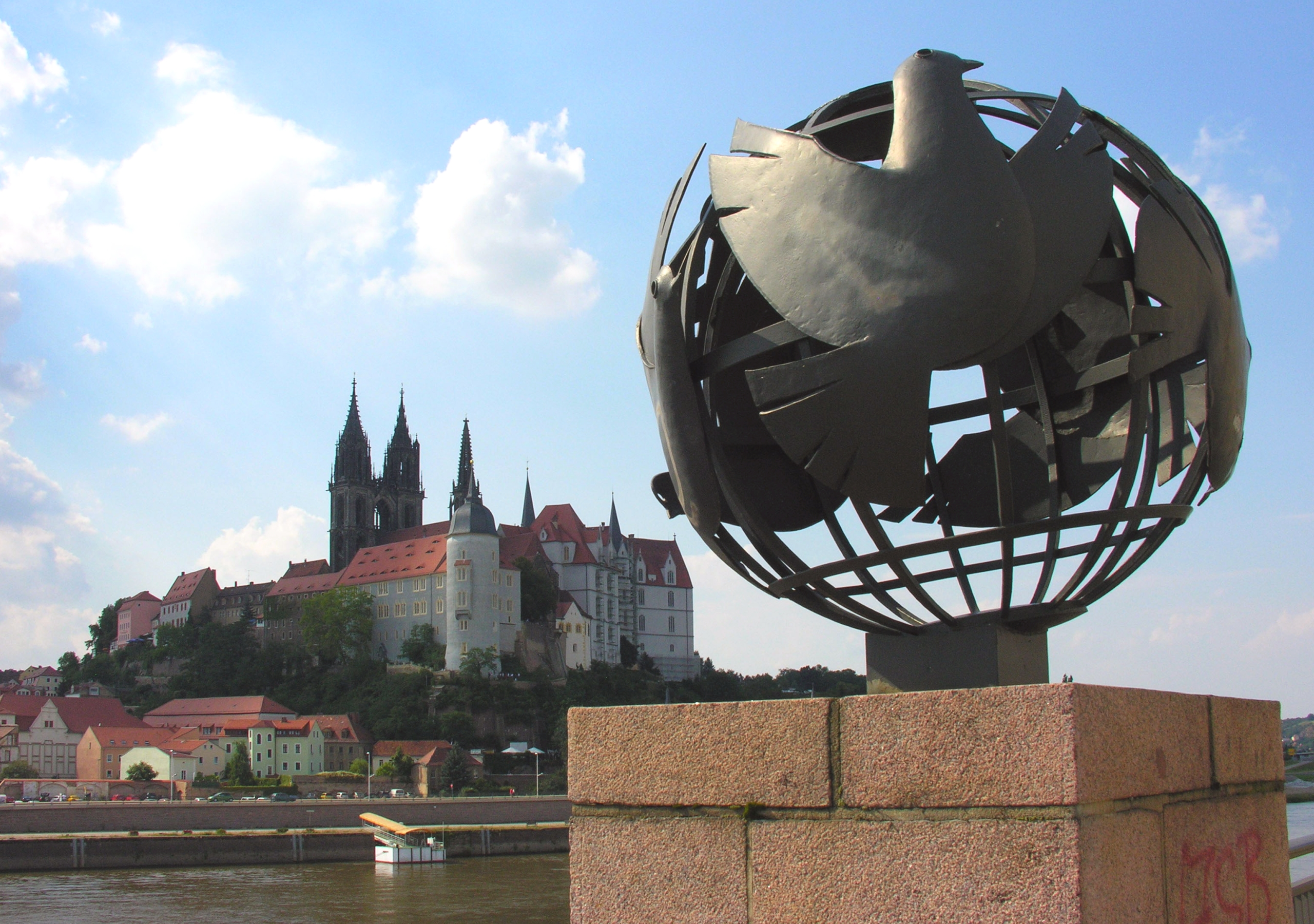
Skulptur „Weltfrieden“ bzw. „Friedenstauben“ an der Altstadtbrücke

### Museen und Ausstellungen
- Kunstverein Meißen (Forum für zeitgenössische Kunst)
- Stadtmuseum Meißen
- Thürmer Pianoforte-Museum
- Torhaus.Porzellan.Ausstellung

### Gedenkstätten für die Opfer des Nationalsozialismus

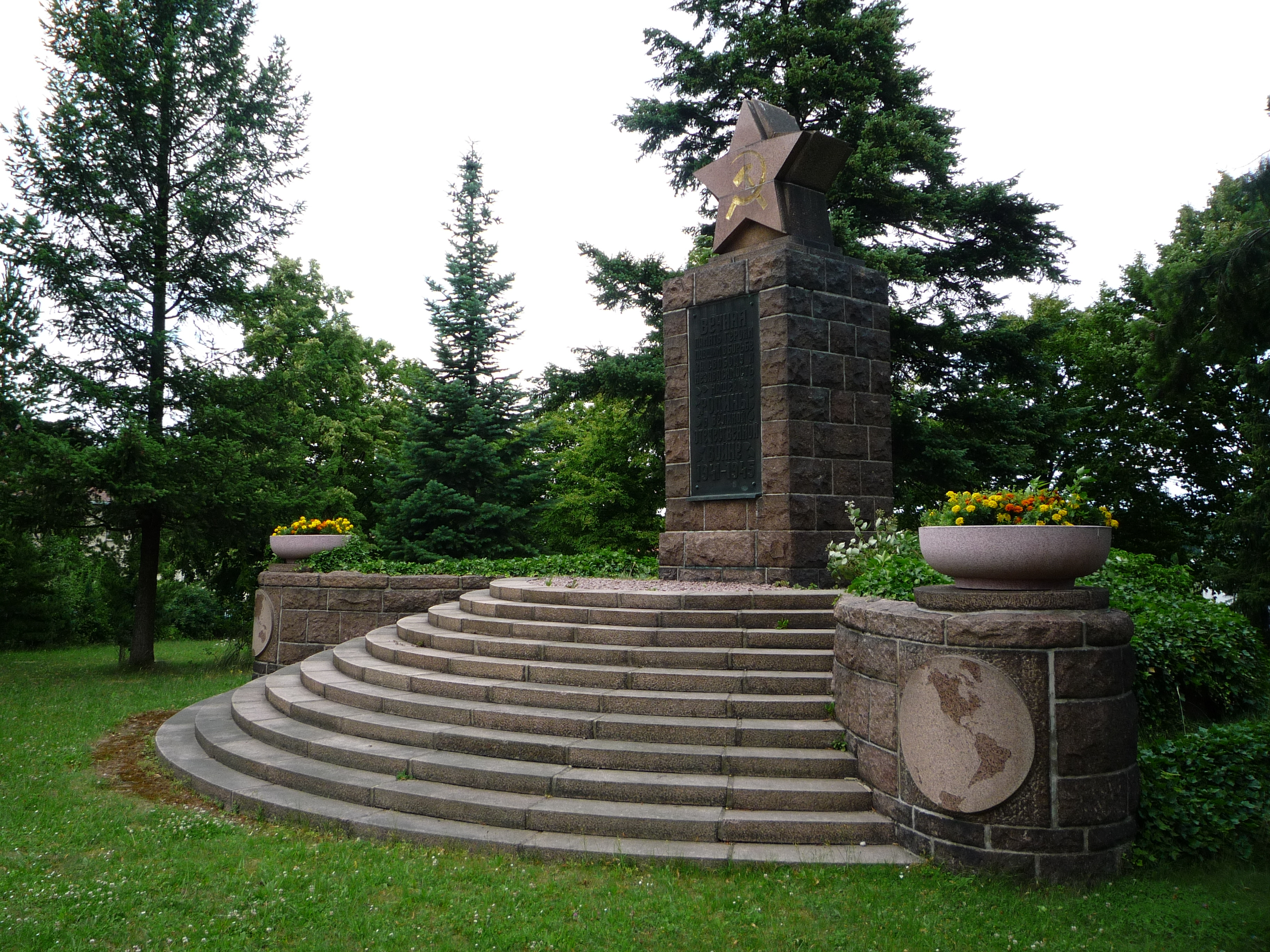
Ehrenmal auf dem sowjetischen Soldatenfriedhof Meißen-Bohnitzsch

- Denkmal des Bildhauers Werner Hempel von 1958 an der Kerstingstraße/Käthe-Kollwitz-Park zur Erinnerung an 26 Meißner Bürger, die in der NS-Diktatur aus unterschiedlichen Gründen verfolgt und ermordet wurden, sowie an 224 Personen aus mehreren Ländern, die während des Zweiten Weltkriegs nach Deutschland verschleppt und Opfer von Zwangsarbeit wurden
- Ehrenmal und Grabstätten auf dem Soldatenfriedhof Meißen-Bohnitzsch für sowjetische Kriegsgefangene und Zwangsarbeiter sowie weitere Kriegsgräber von gefallenen deutschen Soldaten[26]
- Ehrenmal auf der Südseite des Neuen Johannesfriedhofs in Meißen-Zaschendorf für 63 umgekommene Zwangsarbeiter aus der Sowjetunion, Polen und Italien
- Gedenkstein an der Nikolaikirche Hirschbergstraße/Ecke Neumarkt für alle Opfer von Diktatur und Gewalt. Den Opfern des Zweiten Weltkriegs ist auch ein Altartuch dieser Kirche gewidmet, angefertigt von Klaus Urbach
- Gedenktafel an der Mauer vom Stadtfriedhof (Krematorium) an der Nossener Straße für 16 kriegsgefangene Zwangsarbeiter aus Frankreich, Italien, Polen und der Sowjetunion. Sie wurden an dieser Mauer im März und April 1945, noch kurz vor Ende des Zweiten Weltkrieges, im Auftrag des nationalsozialistischen Staates erschossen.
- Skulptur im Verwaltungsgebäude der Meißen Keramik GmbH, zur Erinnerung an den ermordeten Widerstandskämpfer Max Dietel; das Gebäude trug zu DDR-Zeiten seinen Namen.

### Naturdenkmale
- Götterfelsen

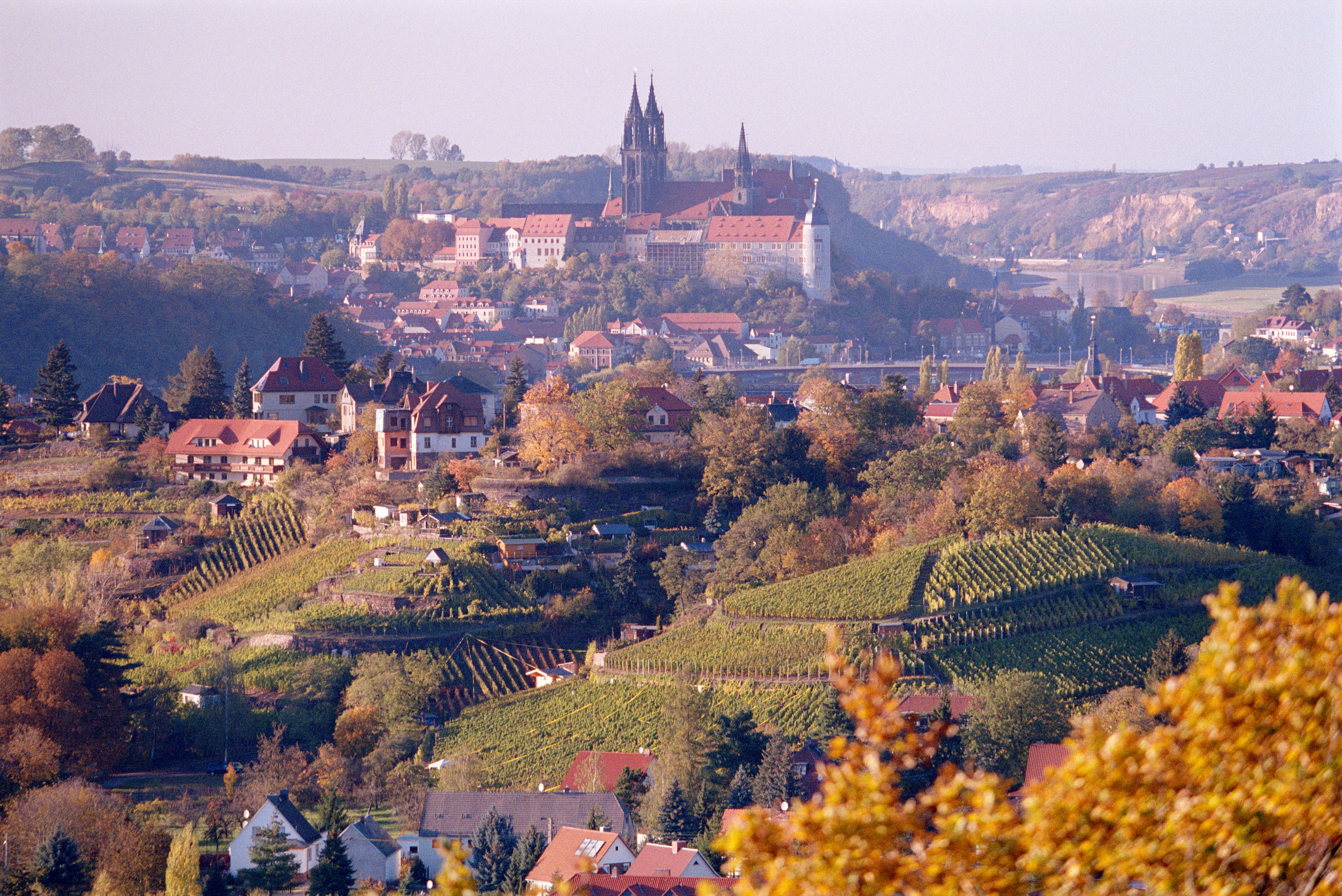
Blick vom Aussichtspunkt Juchhöh im Spaargebirge auf Meißen

- Spaargebirge mit den Aussichtspunkten Deutsche Bosel und Juchhöh

### Regelmäßige Veranstaltungen
Im Frühjahr gibt es das Kunstfest Meißen Cölln (rechtselbisch), einen Töpfer- und Grafikermarkt sowie das Literaturfest. Vor Beginn der Sommerferien laden die Kultureinrichtungen zur Langen Nacht.
Die internationale Porzellanbiennale ist eine Ausstellung zeitgenössischer Porzellankunst, sie fand erstmals 2016 statt. Seitdem findet sie in der Albrechtsburg Meissen alle zwei Jahre statt.
Zwischen 2009 und 2012 fand jährlich im August der Meißner City Downhill statt, bei dem auch eine Anzahl überregionaler Radsportler teilnahm.
An einem Wochenende Ende September findet das Weinfest Meißen statt, das einem Stadtfest gleicht und seinen Höhepunkt im Umzug am Sonntag findet.
Mit Beginn der Adventszeit öffnet die Meißner Weihnacht ihre Tore und lädt bis zum 24. Dezember mit einem breiten Kulturangebot und einem Weihnachtsmarkt ein. Gleichzeitig verwandeln sich die 24 Fenster des Meißner Rathauses in Adventskalendertürchen. Verbunden damit ist eine Tombola für gemeinnützige Zwecke.
Für Motorsport-Freunde gibt es jährlich Motorrad-Speedwayrennen um den Pokal „Silberner Stahlschuh“ im Speedway-Stadion des MC Meissens.

### Tierpark
Am Fuß von Schloss Siebeneichen befand sich der privat betriebene Heimattierpark Siebeneichen. Dieser Tierpark beherbergte über 400 Tiere aus 85 verschiedenen Arten. Gehalten wurden viele Haus- und Heimtierarten, aber auch ungewöhnlichere Tiere wie Polarfüchse und verschiedene Streifenhörnchen.
Ende 2021 wurde der Tierpark auf Grund der vorzeitigen Auflösung des Pachtvertrages seitens der Stadt Meißen geschlossen und das Gelände vom ehemaligen Betreiber in den Ausgangszustand versetzt. Vorausgegangen waren jahrelange Streitigkeiten über einen städtischen Zuschuss des großteils spendenfinanzierten, in privater Hand befindlichen Tierparks. Trotz den Willensbekundungen aller Stadtratsfraktionen zur Stadtratswahl 2019 und der Gründung einer Sonderkommission „AG Tierpark“ konnte sowohl mit dem Betreiber, wie auch mit der Stadtverwaltung kein Durchführungskonzept für den Weiterbetrieb erarbeitet und umgesetzt werden.

### Kulinarische Spezialitäten
Das Weinanbaugebiet um Meißen gehört zum nordöstlichsten Weinanbaugebiet Europas. Es bringt besonders bei Kennern geschätzte trockene Weine hervor.
Die Meißner Fummel ist ein aufgeblasenes und dünnwandiges, sehr bruchempfindliches Hohlgebäck. Dies wurde angeblich erfunden, um einen der Trunkenheit zugetanen Boten des sächsischen Königs zu erziehen: Dieser musste die Fummel nach der Reise unversehrt vorweisen, was bei den damaligen Straßenverhältnissen im trunkenen Zustand schwer möglich war.
Die Gegend um Meißen ist ein Obstanbaugebiet, in dem sich einige ältere Apfelsorten wie der Borsdorfer Apfel finden.
Der Meißner Baumkuchen in mehreren Sorten und Pfefferkuchen aus Lagerteig werden seit 1867 von einer Familien-Konditorei angeboten.

## Wirtschaft
Das wohl bekannteste Unternehmen Meißens ist die Staatliche Porzellan-Manufaktur Meissen GmbH, die handgefertigte und exklusive Porzellanprodukte herstellt.
Folgende Unternehmen sind u. a. in Meißen ansässig:
- Elblandklinikum Meißen
- Kunstverlag Brück & Sohn (bis 2019)
- Weingut Vincenz Richter
- UKM Meissen, ehemals Kfz-Zubehörwerk Meißen
- Bienenwirtschaft Meissen
- Meißner Schwerter Privatbrauerei
- Silgan Metal Packaging Meißen GmbH (ehem. Vogel & Noot), ein Hersteller für Konservendosen, Kronkorken und Stollenkästen
- Balzer Kabelwerk Meißen, ehemals eine Filiale des VEB Kabelwerks Oberspree Berlin
- Verkehrsgesellschaft Meißen mbH (VGM)
- bis 2019: Meissen Keramik GmbH (ehem. VEB Plattenwerke „Max Dietel“ Meißen im Kombinat Fliesen und Sanitärkeramik; zuletzt zur polnischen Cersanit gehörend)
- Bidtelia Meißen GmbH
- Meißener Stadtwerke GmbH (MSW)
- Duravit Sanitärporzellan Meißen GmbH

ferner die Medien
- tvM – Meißen Fernsehen
- Sächsische Zeitung, Lokalredaktion Meißen

## Gesundheitswesen

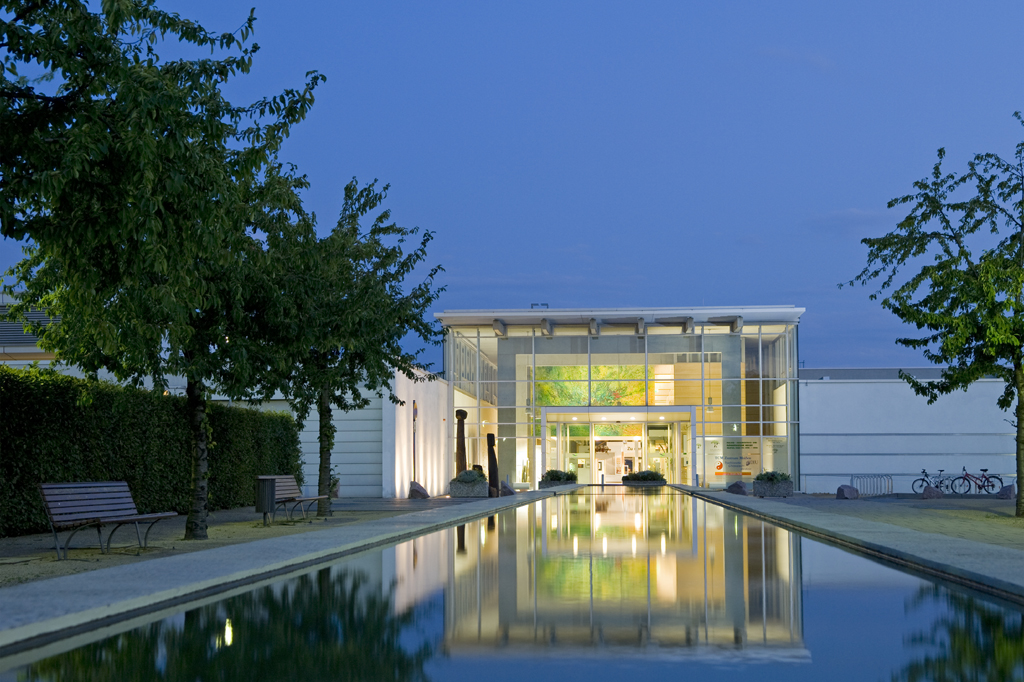
Elblandklinikum Meißen

Die Geschichte des Elblandklinikums Meißen geht bis zur Mitte des 19. Jahrhunderts zurück. In Meißen wurde bereits 1863 ein „Arbeits- und Versorgehaus“ erbaut. Aus der dort befindlichen Krankenstube für akut Erkrankte entstand das Krankenhaus in der Hospitalstraße mit angeschlossener Poliklinik. Dazu gehörte auch das Stadtkrankenhaus an der Zscheilaer Straße, die Frauenklinik am Ratsweinberg und die Außenstelle Domprobstberg. 1998 wurden diese Standorte vom Krankenhausneubau am Nassauweg in Meißen-Bohnitzsch abgelöst. Seit 1992 gehört zum Meißner Krankenhaus eine Medizinische Berufsfachschule. Im Jahr 2002 schloss sich Meißen mit dem Kreiskrankenhaus Radebeul zu den Elblandkliniken Meißen-Radebeul zusammen. Beide Häuser sind seit 2008 Teil der kommunalen Klinikengruppe Elblandkliniken.
Das Elblandklinikum Meißen verfügt über 350 vollstationäre Betten.

## Infrastruktur

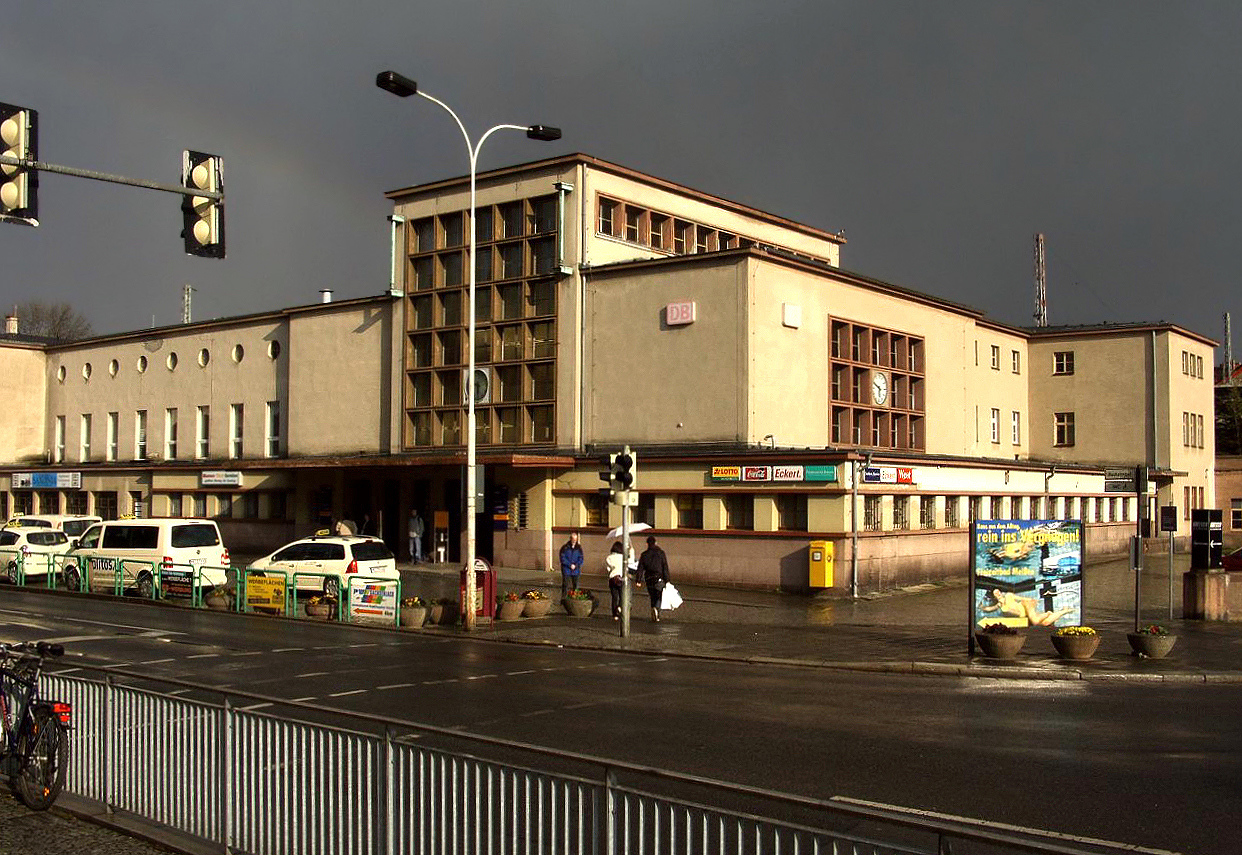
Bahnhof Meißen

### Verkehr
Meißen liegt an der Hauptbahnstrecke Borsdorf–Coswig, an der die Bahnhöfe Meißen, Meißen-Altstadt und Meißen-Triebischtal liegen. Meißen-Triebischtal ist der Endpunkt der Dresdner S-Bahn-Linie S1, die zweimal stündlich die Relation Meißen-Triebischtal–Radebeul–Dresden–Schöna bedient. In der Gegenrichtung bestand eine Direktverbindung nach Leipzig über Döbeln. Am 12. Dezember 2015 endete der fahrplanmäßige Nahverkehr auf dem Abschnitt Meißen-Triebischtal – Döbeln. Langfristig soll dieser allerdings wieder reaktiviert werden. Bis 1966 fuhren Schmalspurbahnen nach Wilsdruff und Lommatzsch.
Meißen ist über die Elbe durch die Sächsische Dampfschiffahrt unter anderem mit Dresden verbunden. Ab der Anlegestelle Elbkai werden saisonal Ausflugsfahrten nach Coswig angeboten. Die B 6 und B 101 führen durch Meißen.
Im Jahr 1899 wurde in der Stadt die elektrische Straßenbahn Meißen eröffnet, die bis zum 2. März 1936 Personen und bis zum 2. Januar 1968 Güter beförderte.
Der Stadt- und Regionalbusverkehr wird durch die Verkehrsgesellschaft Meißen (VGM) betrieben, die Linien werden innerhalb des Verkehrsverbundes Oberelbe (VVO) durchgeführt.
Durch die Stadt verläuft an beiden Elbufern der Elberadweg.

### Brücken und Tunnel

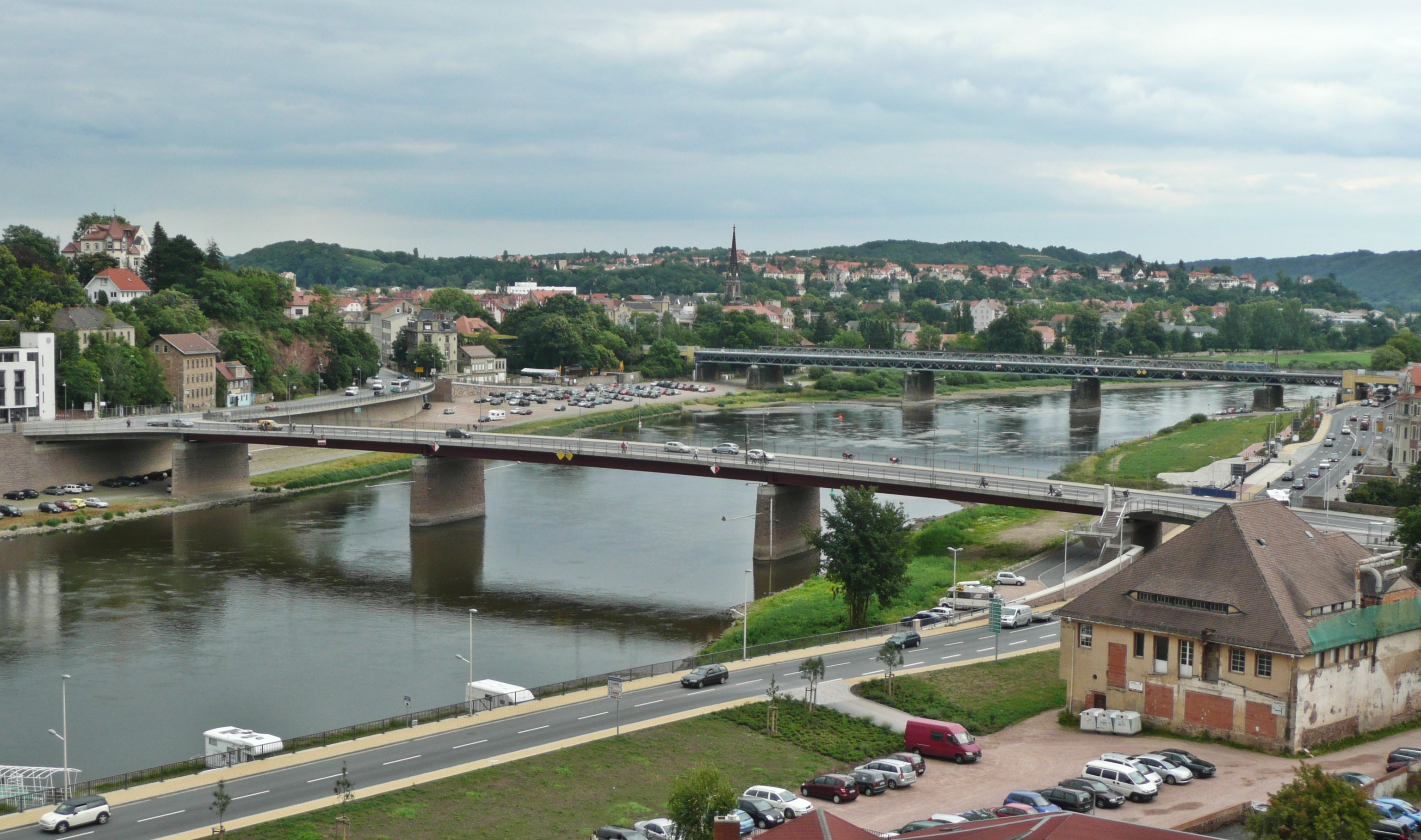
Elbe mit Altstadtbrücke (vorn) und Eisenbahnbrücke (hinten)

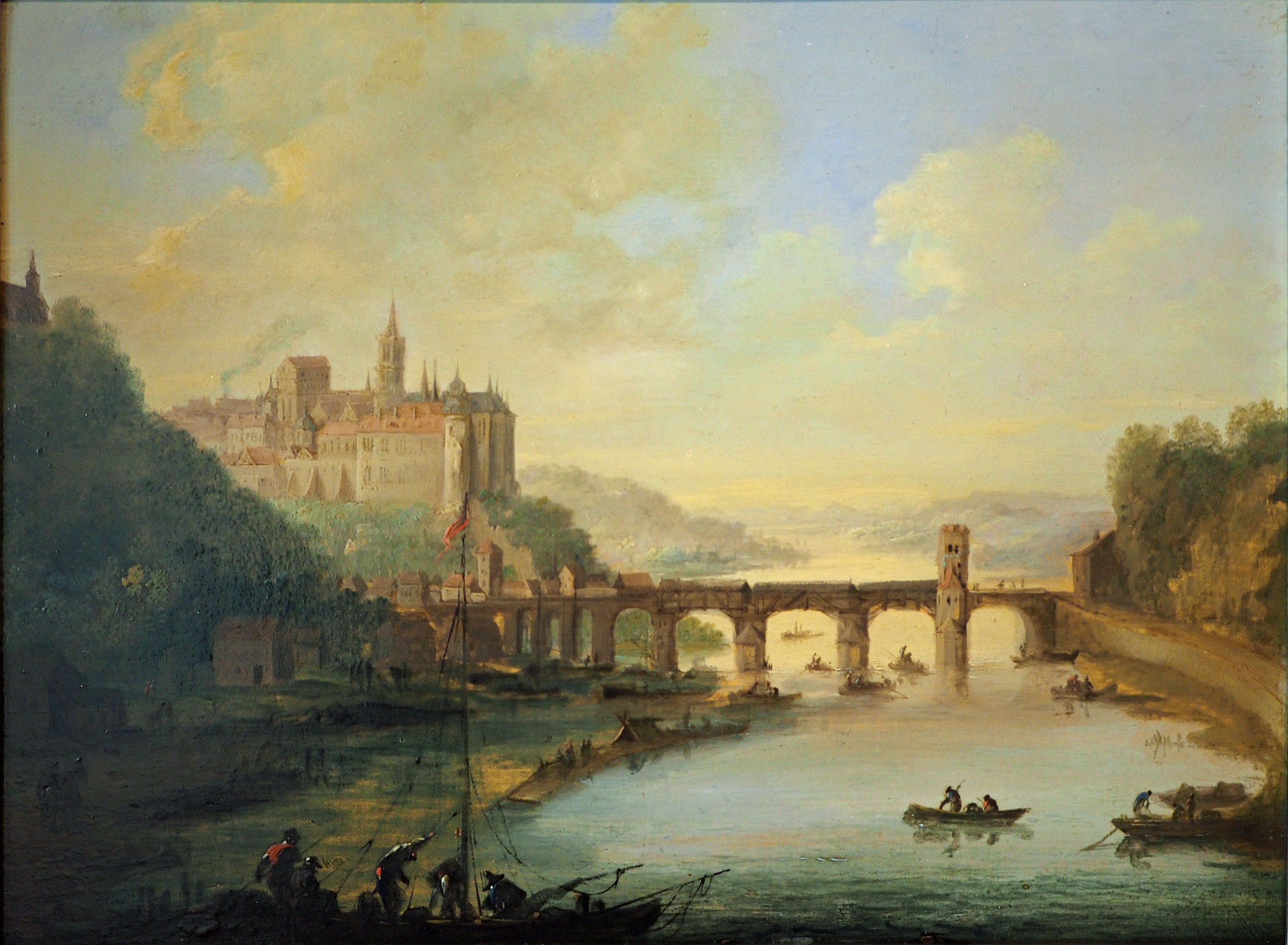
Elbbrücke etwa 1740

In Meißen gibt es drei Elbquerungen: Eine kombinierte Eisenbahn- und Fußgängerbrücke, erbaut 1866, die Altstadtbrücke und die Elbtalbrücke (B 101).
Am 31. Dezember 1885 „Schlag 10 Uhr“ entfiel in Meißen wie im gesamten Königreich Sachsen der bis dahin obligatorische Brückenzoll. Ein armer Mann mit Schiebebock und Besen musste das letzte Brückengeld mit 3 Pfennigen entrichten schrieb das Meissner Tageblatt am 1. Januar 1886. Die Altstadtbrücke hatte bis 1866 hölzerne Bögen. Im Juni desselben Jahres wurde sie wegen des Einmarschs der Preußen von der sächsischen Armee gesprengt. Bei der Wiederherstellung kamen eiserne Joche zur Anwendung.
Die Triebisch kann auf der linkselbischen Seite auf zahlreichen Brücken gequert werden. Einige von ihnen sind dabei nur für Fußgänger und Radfahrer bestimmt. Weiterhin gibt es Brücken und Stege, die über den größtenteils stillgelegten und verfüllten Mühlgraben führen.
Seit 2007 führt die bereits erwähnte B 101 nach Nossen durch den 720 Meter langen, neu gebauten Schottenbergtunnel, der sich direkt an die Elbtalbrücke anschließt.

## Bildung

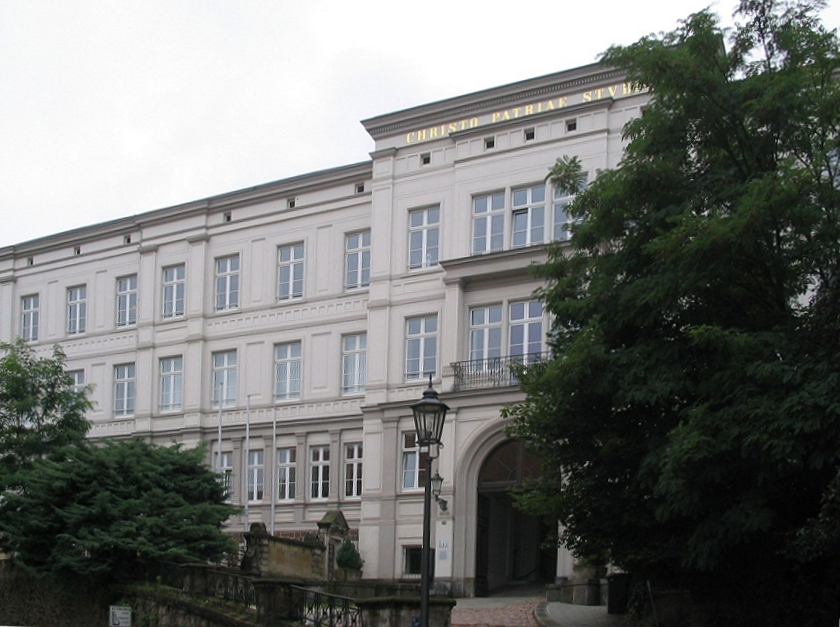
Gymnasium Sankt Afra

- Hochschule Meißen (FH) und Fortbildungszentrum (nutzt Gebäude der ehemaligen Ingenieurschule für Kraft- und Arbeitsmaschinenbau)
- Sächsisches Landesgymnasium Sankt Afra (ehemalige fürstliche Landesschule, seit 1995 Hochbegabtenförderung)
- Gymnasium Franziskaneum Meißen
- Berufsschulzentrum Meißen
- Bildungszentrum der Bundesagentur für Arbeit
- Freie Werkschule Meißen
- Triebischtal Oberschule Meißen, Hauptgebäude 1877 erbaut
- Musikschule des Landkreises Meißen
- Pestalozzi-Oberschule Meißen
- Schule zur Lernförderung Kalkberg Meißen
- Volkshochschule Meißen

## Persönlichkeiten
Zu den bekanntesten Söhnen der Stadt Meißen gehört Samuel Hahnemann, Begründer der Homöopathie. Als Musikgruppe wurde die Stern-Combo Meißen bekannt.